# Football Club Lausanne-Sport
Maillots
Actualités
Le Football Club Lausanne-Sport (abrégé LS) est un club de football de la ville de Lausanne en Suisse.
Fondé en 1896 sous le nom de Montriond Football Club, il devient en 1920 une section du club omnisports Lausanne-Sports. Installé depuis 1904 aux Plaines-du-Loup (au nord de la ville) et bien établi dans l'élite du football suisse au XXe siècle, le club connaît de nombreux bouleversements à partir du début des années 2000. En effet, en 2003, la section football du Lausanne-Sports fait faillite et disparaît. Le club renaît la même année sous son nom actuel, FC Lausanne-Sport. Immédiatement à la suite de cette refondation, il reprend la compétition en quatrième division et retrouve une première fois le plus haut niveau en 2011. Traversant depuis lors des années en dents de scie, il est racheté en 2017 par la multinationale britannique de pétrochimie Ineos. Puis, en 2020, il quitte le stade olympique de la Pontaise et déménage au Stade de la Tuilière.
Le LS compte 7 titres de champion de Suisse acquis entre 1913 et 1965, 9 victoires en 17 finales de Coupe de Suisse, ainsi que 23 participations aux compétitions européennes. Le club est présidé depuis le 1er mars 2025 par Vincent Steinmann.

## Histoire

### Temps des pionniers (1896-1920)
Au cours du XIXe siècle, le football s’organise peu à peu comme un sport à part dans l’Angleterre victorienne. La pratique du football s’étend et entame alors sa première mondialisation au gré des intérêts touristiques, académiques, commerciaux et industriels des Britanniques. Entre 1860 et 1880, Lausanne est l’une des premières villes européennes en dehors de Grande-Bretagne et d'Irlande à accueillir un club de football, un football certes bien différent de celui d’aujourd’hui tant les règles du jeu sont encore variables à l’époque. Fondé par des étudiants anglais et strictement réservés aux Anglais, il s’agit du Lausanne Football and Cricket Club,,,. Celui-ci n’entretient aucun lien historique direct avec l’actuel Lausanne-Sport, mais nous rappelle que le football n’est de loin pas inconnu en ville de Lausanne à la fin du XIXe siècle ; à terme, il fait même des émules. En effet, plusieurs autres équipes, souvent liées à des instituts privés d'enseignement dans lesquels se forment des Anglais, voient le jour dans un intervalle de temps rapproché : FC La Villa Longchamp (début de la décennie 1890), FC La Villa Ouchy (1895), FC Signal Lausanne (1901),,.

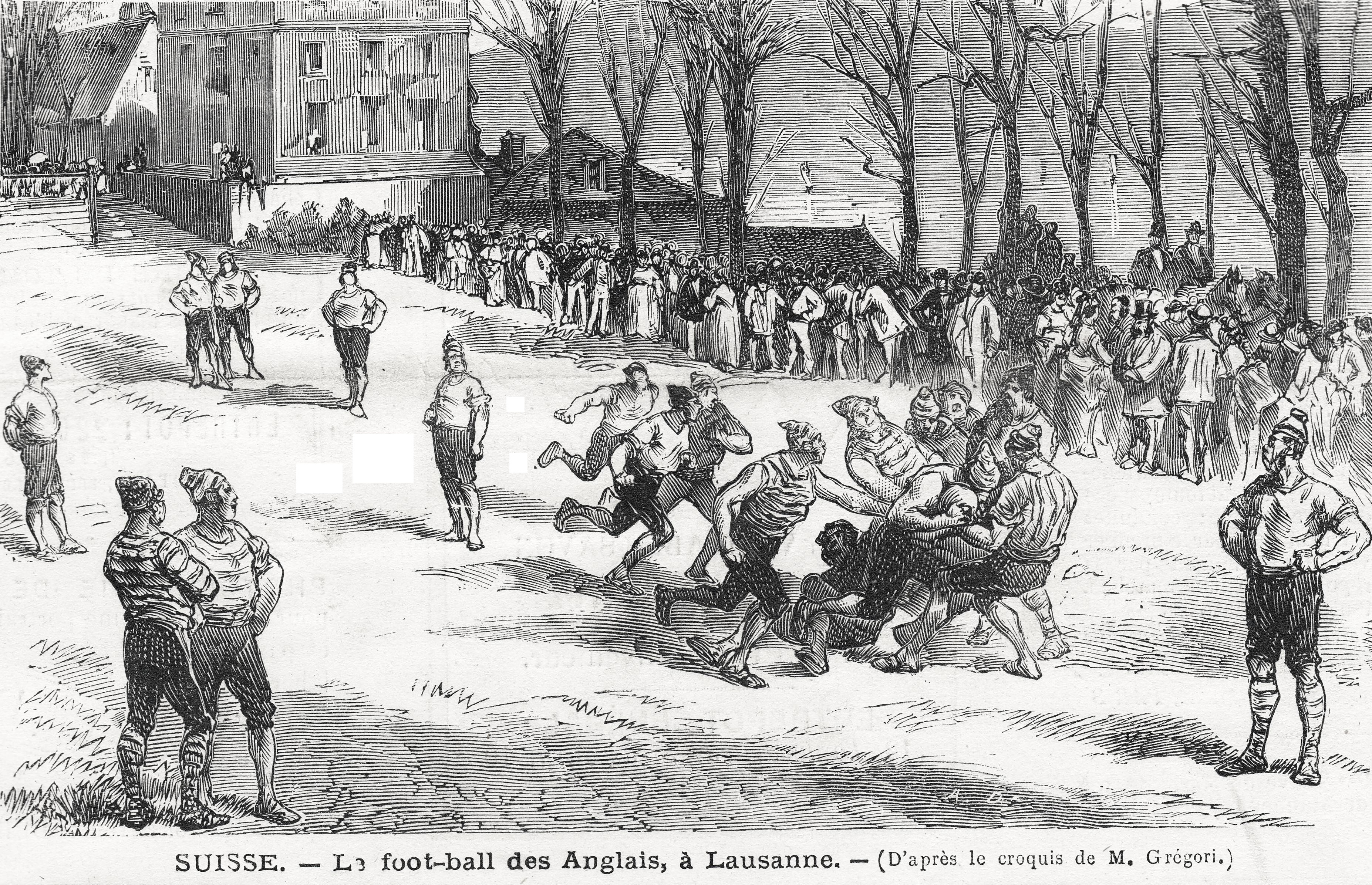
1883. Lausanne est une ville pionnière dans la diffusion du "football" hors d'Angleterre. Les règles d'alors oscillent encore entre celles du rugby et du football actuels.

Concernant le Lausanne-Sport, la chronique raconte que c'est un soir d'automne 1896, au chemin des Fleurettes 15, que sept adolescents lausannois (Maurice Ramelet, premier président, Louis Ramelet, Jean Narbel, Max Biedermann, Albert Klunge, Étienne Bugnion et Charles H. Bischoff) fondent le Montriond Football Club, appelé à devenir plus tard le LS. Pour jouer, Montriond change souvent de terrain : d'abord au pied de la colline du même nom (sur l'actuel parc de Milan), puis à Beaulieu, au Bois-Gentil, aux Plaines-du-Loup, ou encore à Montchoisi (où se disputèrent les premiers matchs officiels), avant de s'installer définitivement sur les hauts de la ville en 1904,. Le premier derby lémanique de l'histoire face au Servette FC a lieu le 19 février 1900 sur le terrain de l'actuel parc de Milan. Le score est sans appel en faveur de l'équipe du capitaine lausannois Albert Klunge (4-0). C'est le début d'une longue rivalité qui connaît son apogée lors des années 1960.

Fondée en 1895, l'association suisse de football accueille le Montriond FC en 1902. C'est alors la première participation du club au championnat de Suisse. L'année suivante, le club lausannois dispute ses premières rencontres internationales contre le Stade français (victoire 7-0) puis Turin (victoires 4-1 et 3-0). En 1905, le Montriond FC devient Montriond-Sports. En 1913, le club remporte son premier titre de champion de Suisse, au terme d'une compétition disputée par 87 équipes. En 1915, malgré la guerre, le Montriond-Sports part en tournée en Espagne et au Portugal. Les Lausannois obtiennent une victoire aux dépens du Real Madrid (1-0). Vexés, les Espagnols proposent 800 pesetas pour une revanche, qu'ils perdent 4 à 1.

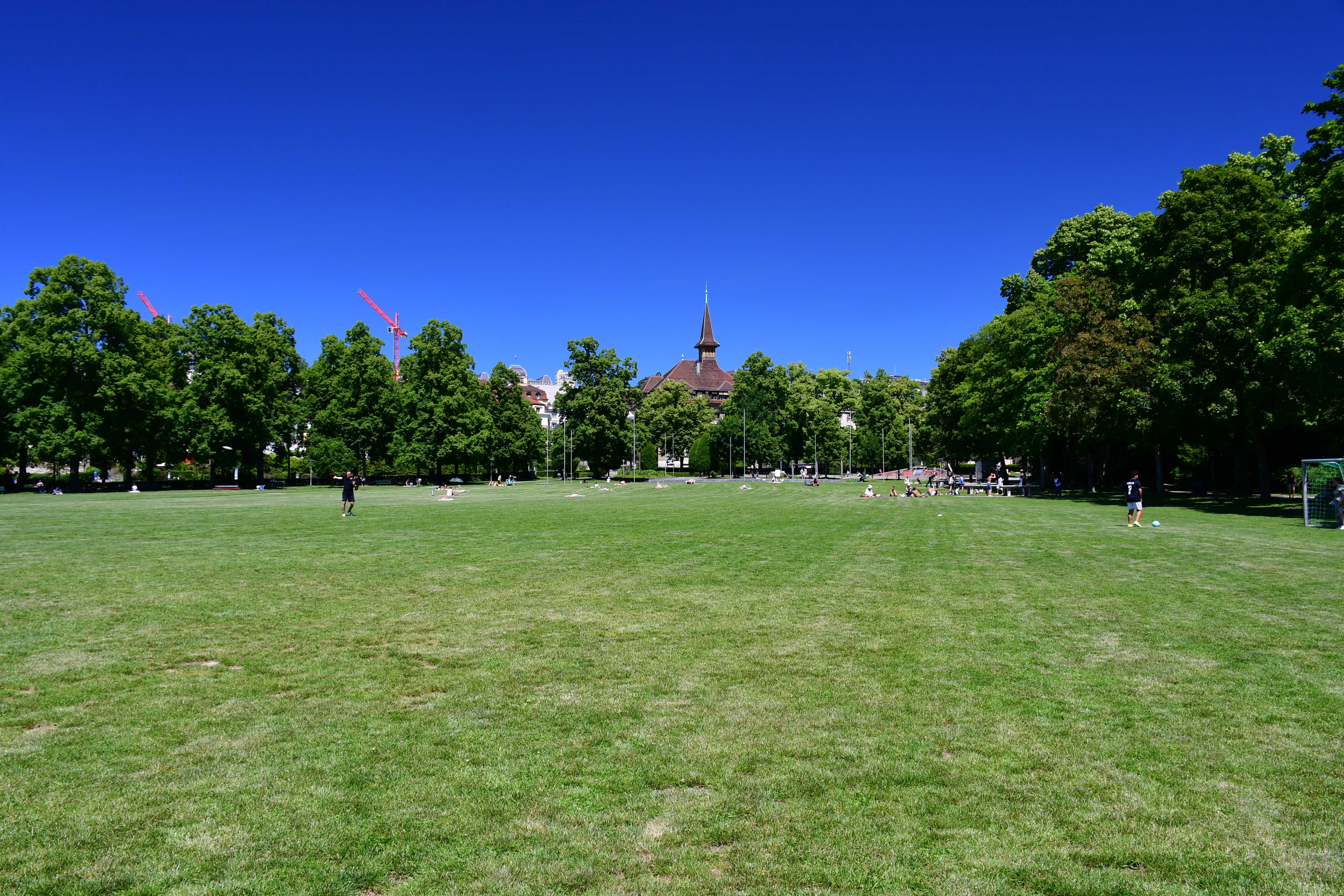
L'actuel parc de Milan en ville de Lausanne fut le premier terrain du LS, alors nommé Montriond Football Club.
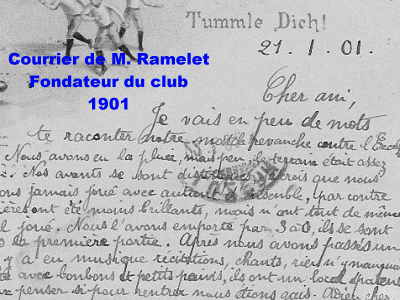
Un courrier de Louis Ramelet, fondateur du club, peu avant l'entrée de l'équipe dans l'association suisse de football et sa première participation au championnat de Suisse.
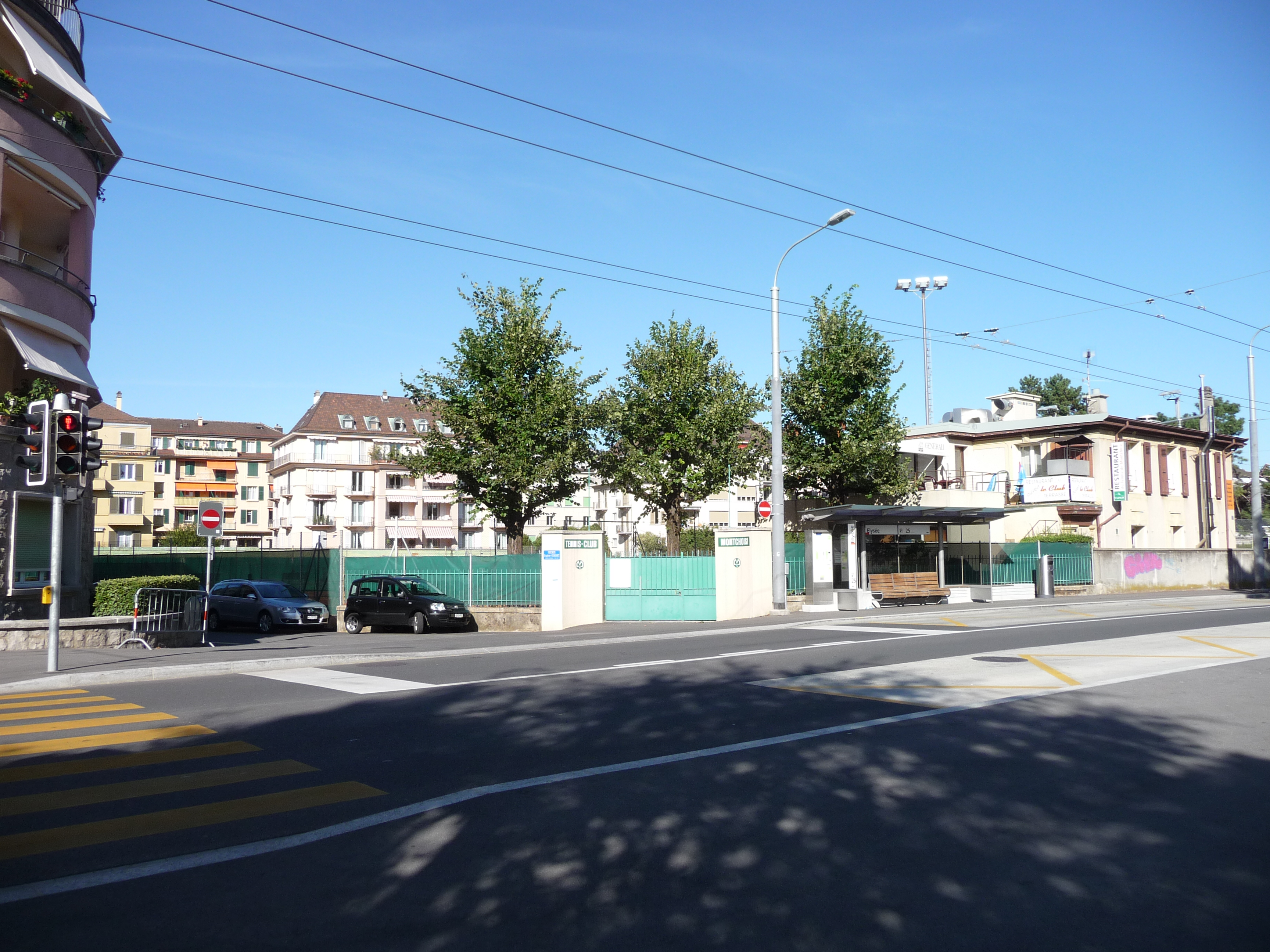
Les premiers matchs officiels sont disputés à Montchoisi. Cet emplacement servira plus tard à accueillir pendant quelques décennies un autre grand club sportif de la ville : le Lausanne Hockey Club et ce dès 1938.
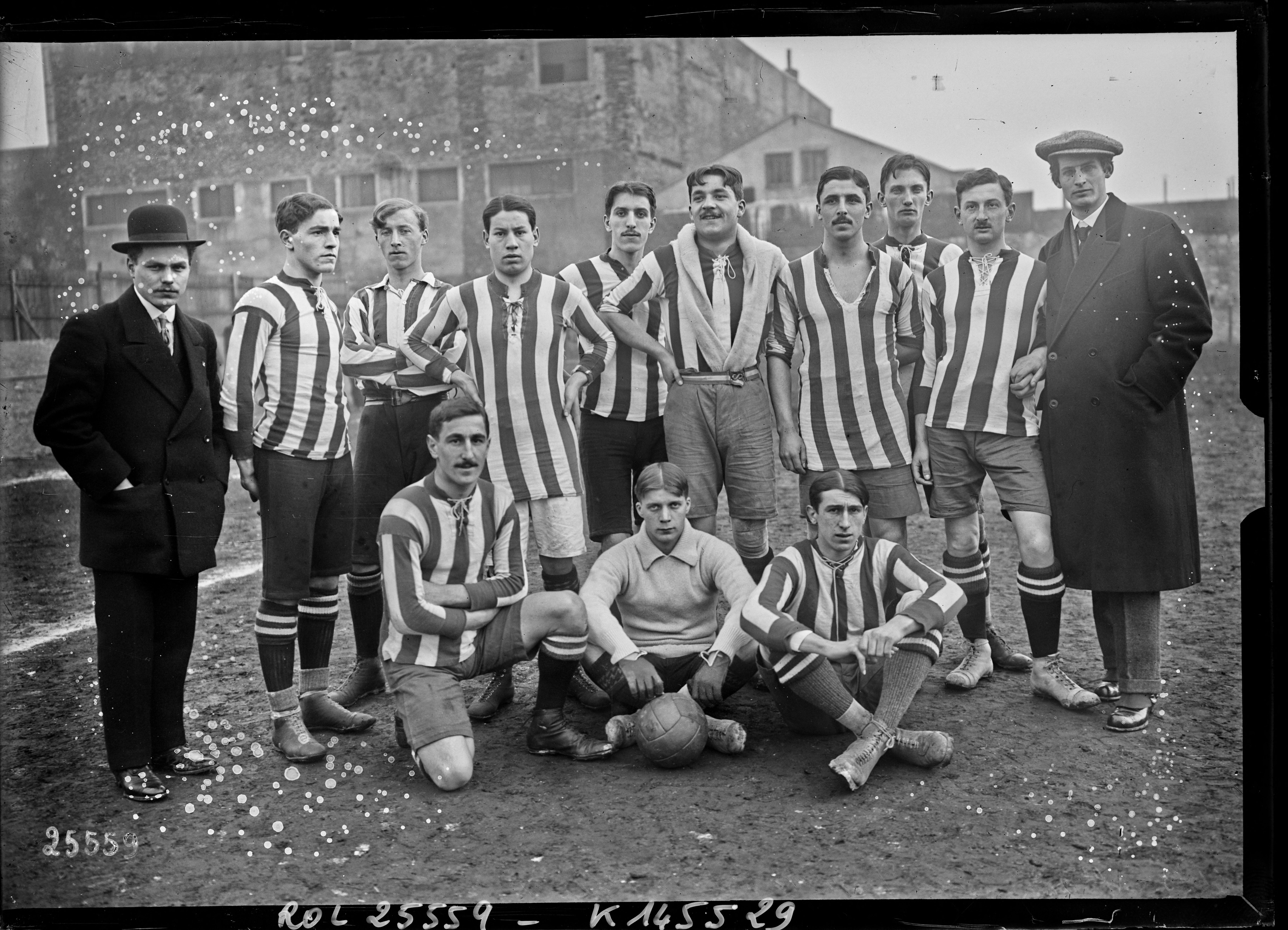
Le Montriond-Sports en banlieue parisienne pour un match face au Red Star en 1913.
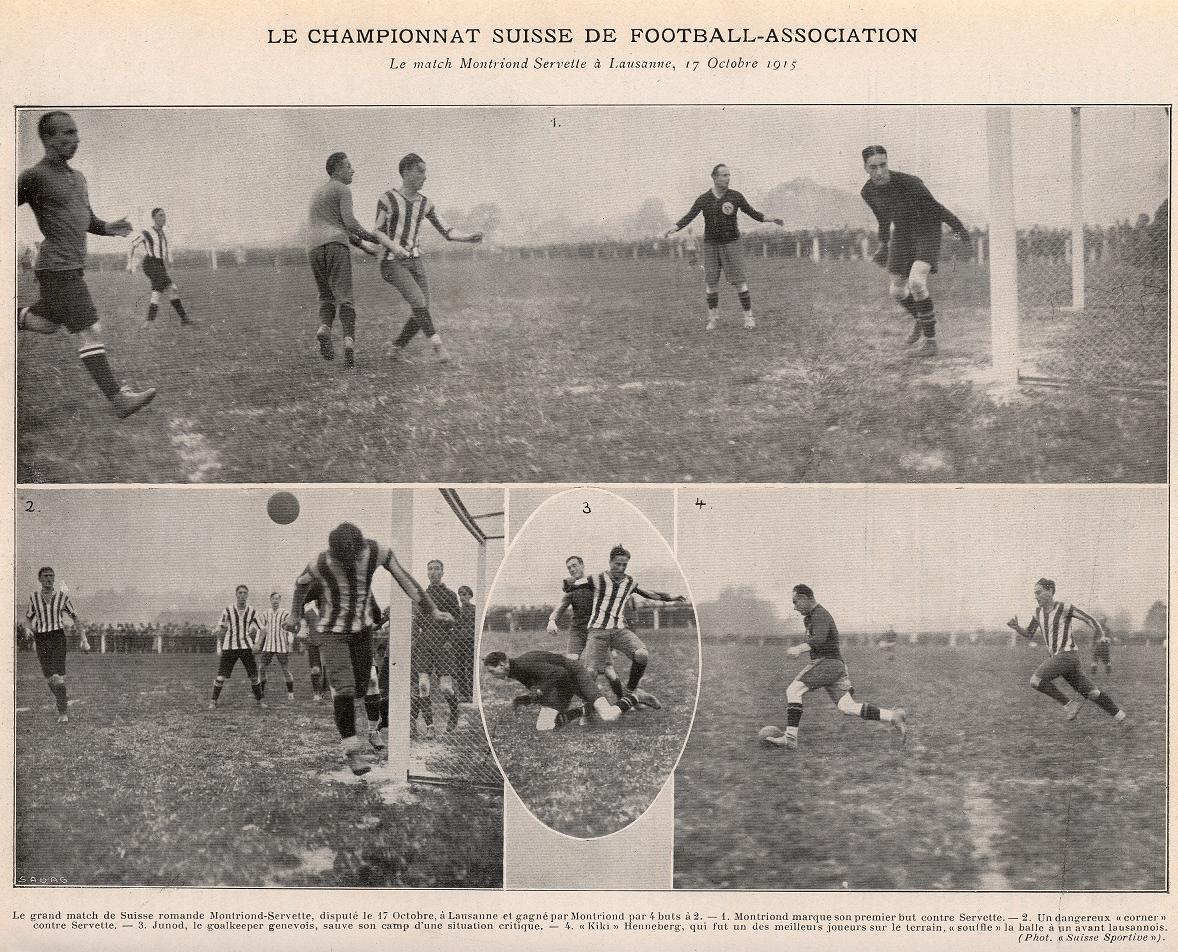
Le 17 octobre 1915, à domicile, Montriond-Sports bat son rival lémanique, le Servette de Genève, 4-2.

### Naissance du Lausanne-Sports et première série de titres (1920-1954)
Entre le 17 avril et le 3 mai 1920, le Montriond-Sports fusionne avec le Club Hygiénique de Lausanne (fondé en 1904) formant ainsi un club omnisports, le Lausanne-Sports. Sous le même nom, le deuxième deviendra la section athlétisme et le premier la section football.

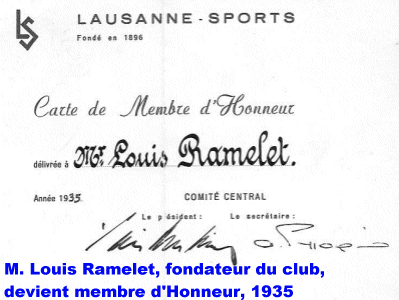
Carte de membre d’honneur de Louis Ramelet, fondateur du club, qui assiste à la fusion et au changement d'identité du Montriond-Sports en Lausanne-Sports.

En Suisse, dans l'entre-deux-guerres, la popularité du football augmente significativement. Le nombre d'équipes souhaitant participer au championnat devient par conséquent important. Pour y faire face, à l'issue de la saison 1931-1932, la formule choisie pour la compétition à venir relègue par tirage au sort neuf équipes. Le Lausanne-Sports en fait partie et se retrouve ainsi en deuxième division, appelée 1ère ligue. Le plus haut échelon est quant à lui nommé ligue nationale. L'année suivante, en ligue nationale, les équipes sont réparties en deux groupes de 9 équipes. Pour déterminer qui remporte le titre, les deux premiers de chaque groupe affrontent lors d'un mini-championnat et une finale le meilleur deuxième des deux groupes (départagés par un match de barrage en terrain neutre) ainsi que le champion de deuxième division. Ce dernier se trouve être le Lausanne-Sports ; il remporte cette phase finale et termine ainsi champion de Suisse de première et deuxième division la même année,. 
Les années 30 sont une période faste pour le Lausanne-Sports qui remporte à plusieurs reprises le championnat et la coupe nationale. Le 19 mai 1935, sur l'ancien terrain de la Pontaise, devant 9 000 spectateurs, Lausanne s'impose pour la première fois en Coupe de Suisse face à Nordstern, et ce sur le score de 10-0. Deux semaines plus tard, le LS enlève également le championnat, pour ce qui devient le premier doublé de son histoire. Il regagne le titre de champion l'année suivante avec son attaquant Willy Jäggi qui finit meilleur buteur avec 30 réalisations,. Le LS clôt la décennie en gagnant à nouveau la Coupe suisse en 1939 : 2-0 face au Grasshopper Club Zurich.
Durant la guerre, en 1944, les Lausannois signent leur deuxième doublé championnat-coupe (qui est aussi le dernier). En finale de la coupe, ils dominent le FC Bâle 3-0,. En avril 1950, au Wankdorf à Berne, 40 000 spectateurs assistent à la finale de la Coupe de Suisse entre le LS et Cantonal Neuchâtel. Le match se solde par un score de 1-1. Le match est rejoué le 10 mai la même année et Lausanne s'impose 4-0. Un an plus tard, le LS enlève un nouveau titre de championnat. Ces diverses réussites en font un club bien établi du football suisse. Il se voit ainsi doté d'un nouvel écrin qui servira en tout premier lieu d'enceinte pour plusieurs matchs de la Coupe du monde de 1954 qui se déroule en Suisse. Quelques semaines avant le début de cette compétition, le nouveau stade olympique de la Pontaise est inauguré le 23 mai (Suisse-Uruguay 3-3). Il peut alors officiellement accueillir 50 000 spectateurs. Imaginé par le jeune architecte lausannois Charles-François Thévenaz, le stade vise entre autres à mettre en évidence la vue imprenable sur le lac et les Alpes. Le stade olympique est alors salué par la presse internationale comme une réussite architecturale remplissant parfaitement son rôle d'installation sportive. D'olympique il n'a pourtant que le nom, puisque jamais les jeux olympiques ne s'y sont déroulés. Trois fois candidates, la ville ne les obtient à aucune occasion. Les jeux de 1916 furent annulés, ceux de 1928 attribués à Amsterdam, et enfin ceux de 1960 se déroulèrent à Rome.

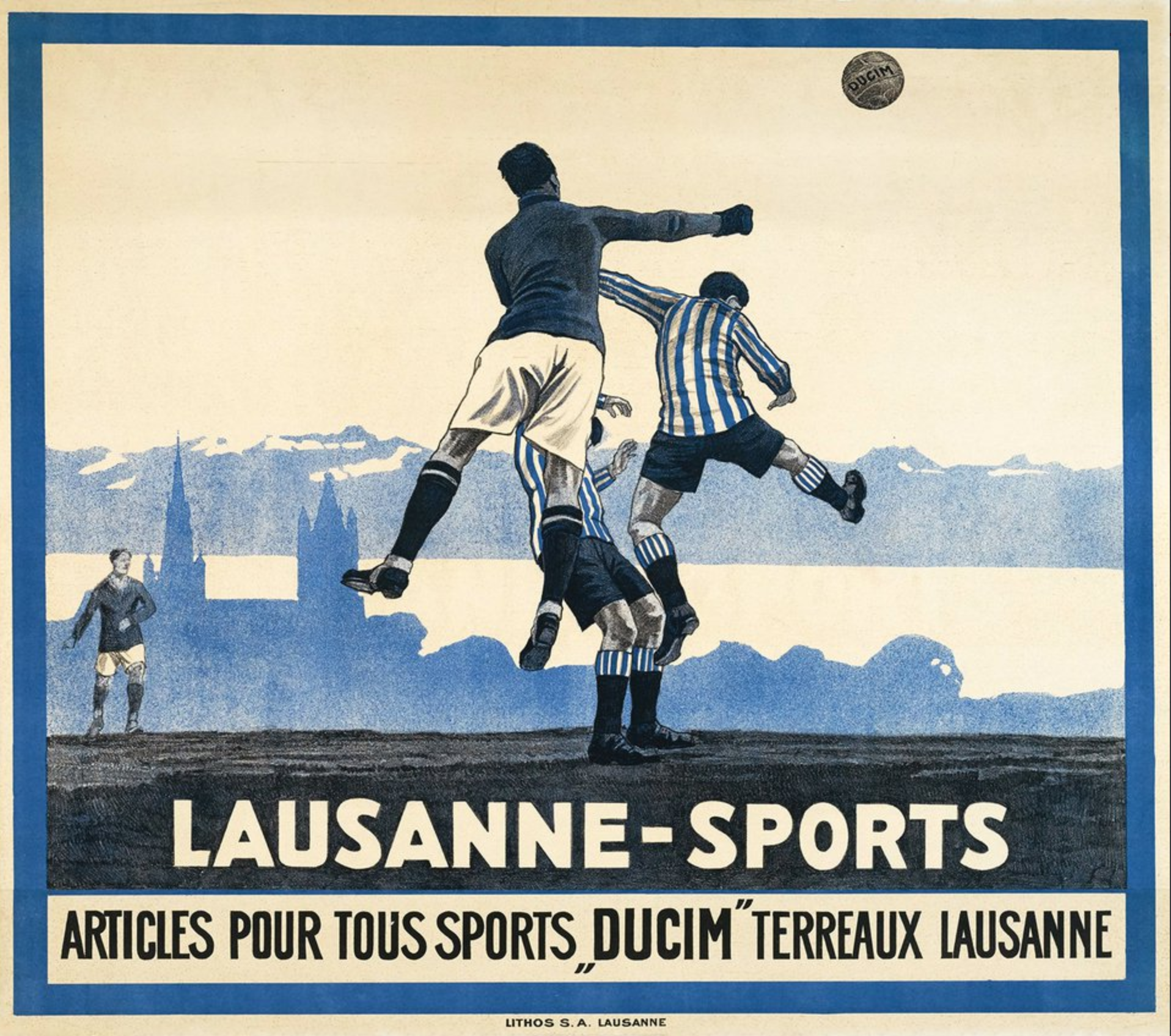
Publicité des années 20 profitant de la popularité grandissante du football et du Lausanne-Sports.
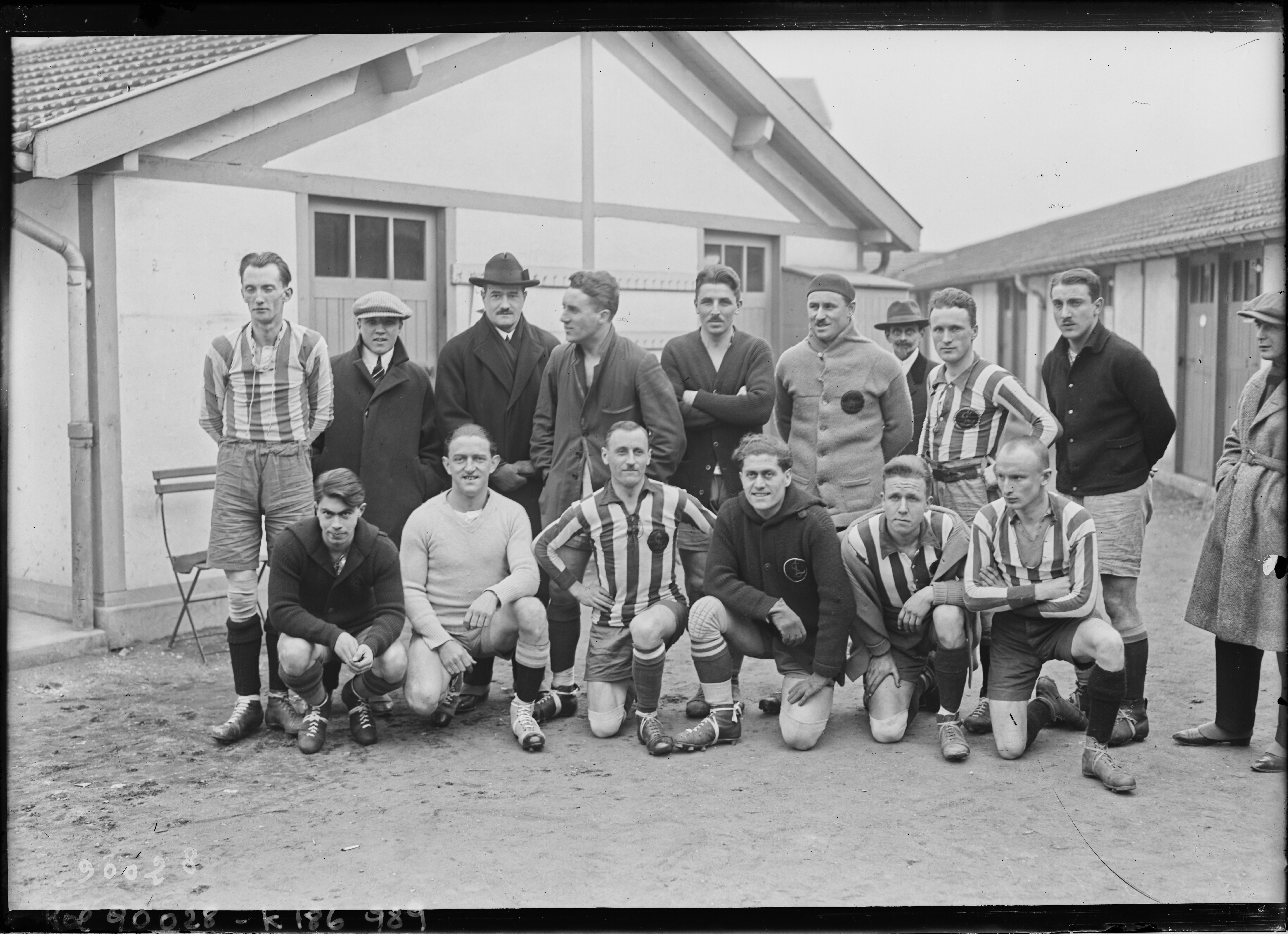
Le Lausanne-Sports en 1924, en France, au stade Buffalo pour un match face à l'Olympique de Paris.
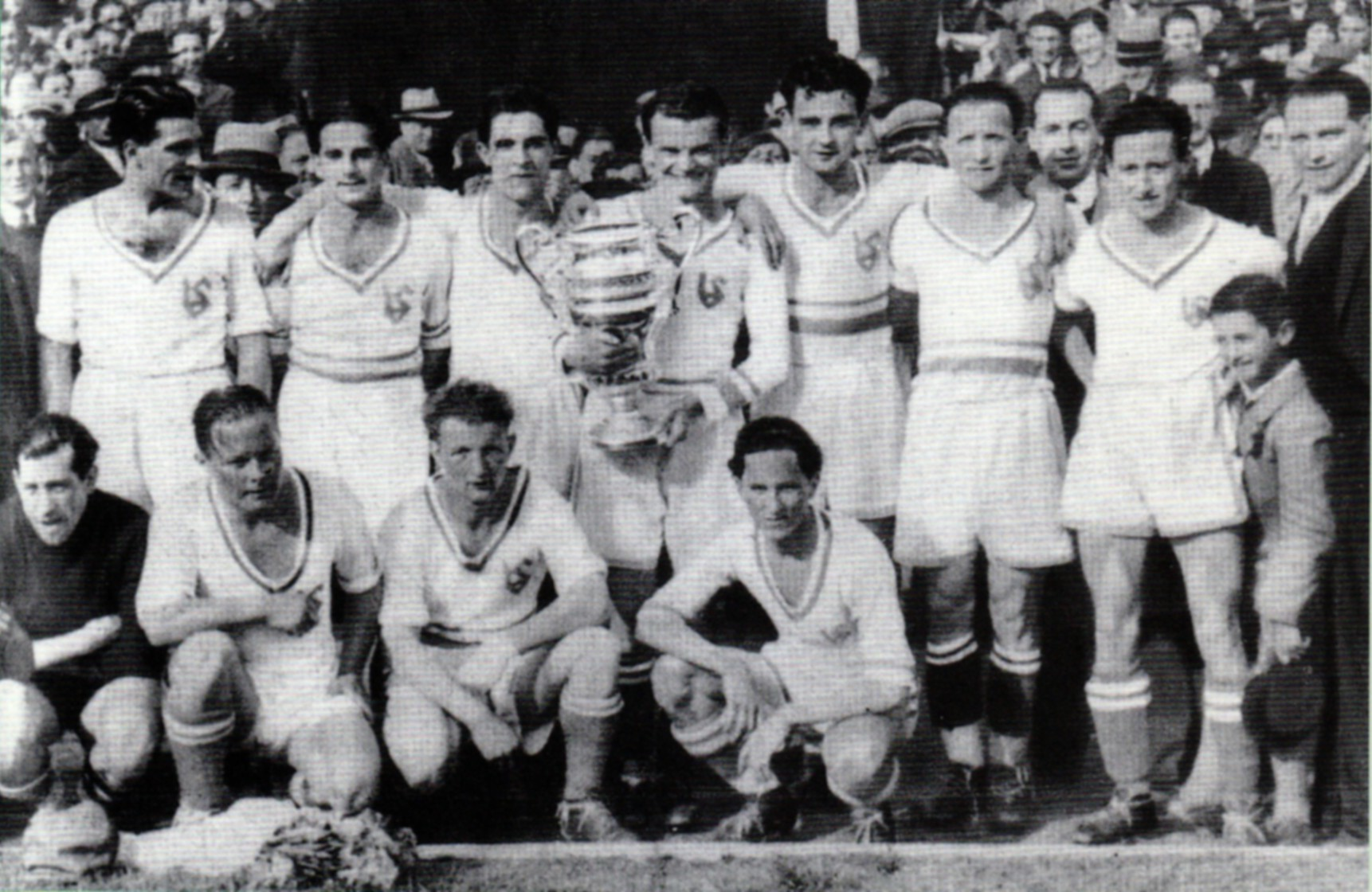
Le LS de 1935 gagne sa première Coupe de Suisse à Lausanne en gagnant 10-0 contre Nordstern.
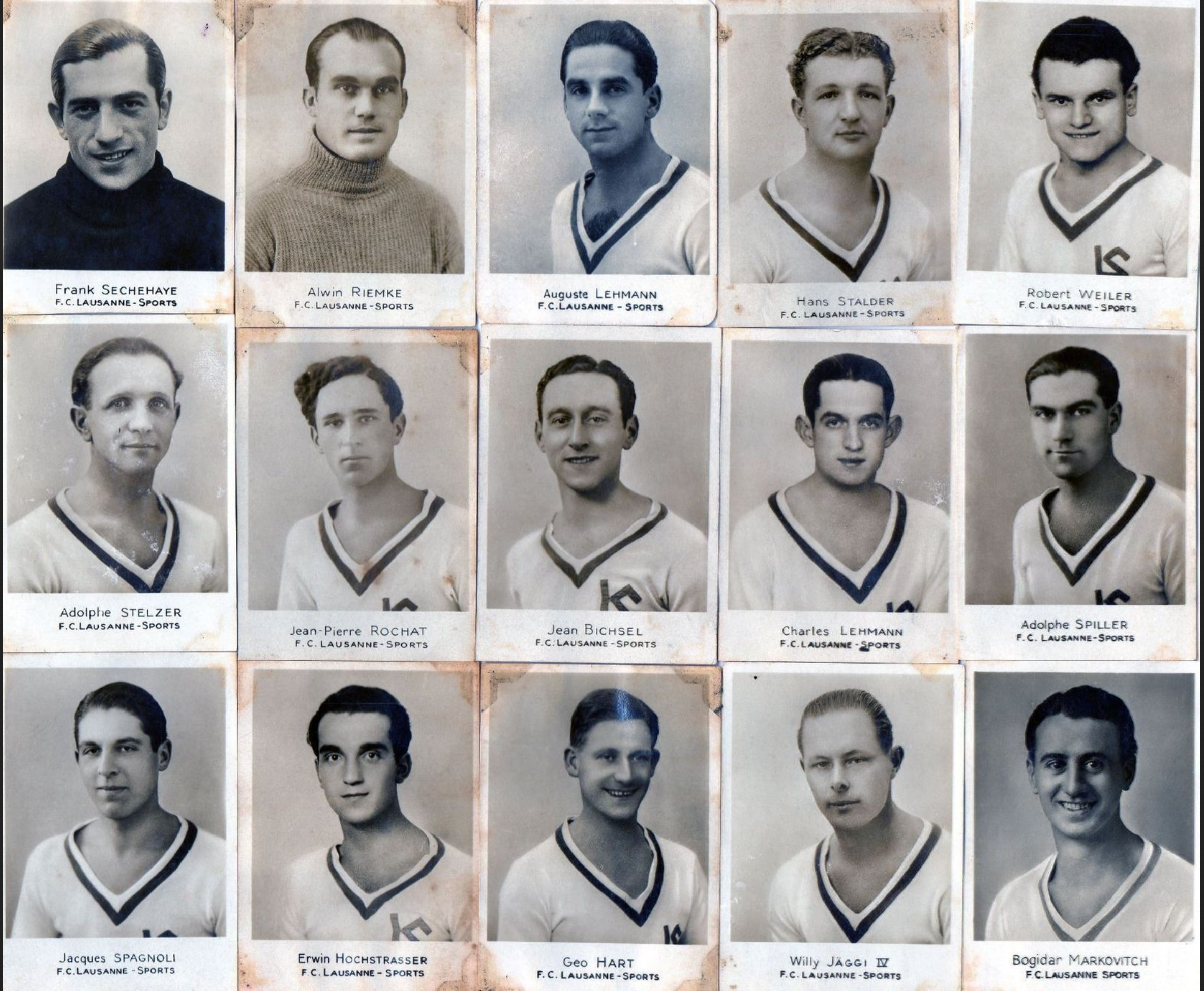
Le LS de 1934-1935 gagne le premier doublé (championnat-coupe) du club. En bas à gauche se trouve Jacques Spagnoli (1914-2002), meilleur buteur de l'histoire du club en championnat[1].
Le nouveau stade du Lausanne-Sports, la Pontaise, lors de sa construction en 1951.
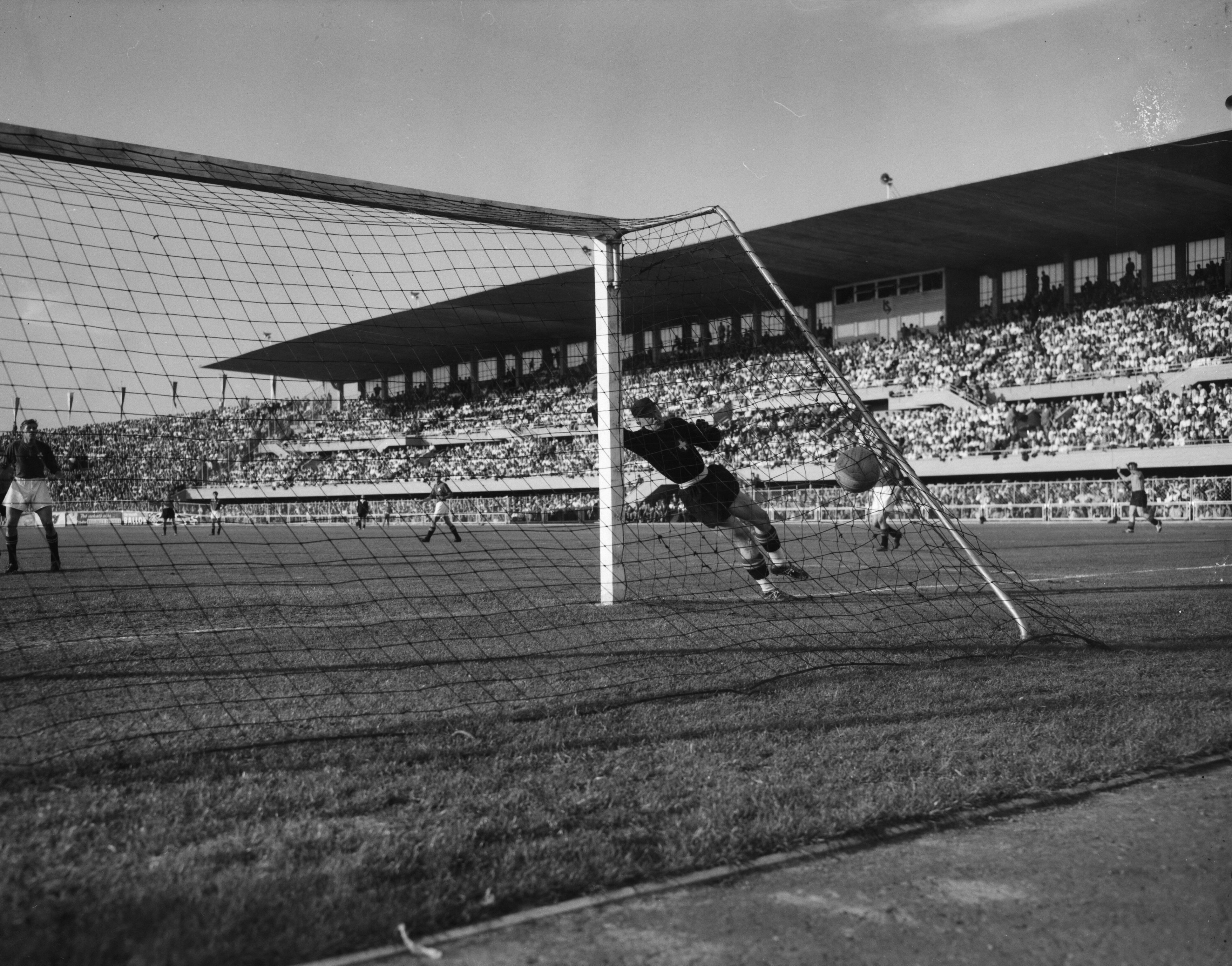
Un stade olympique de la Pontaise garni de 24 000 spectateurs assiste à la défaite de la Suisse face aux Pays-Bas (2-3) le 15 septembre 1956 en match amical.

### Temps glorieux et «Seigneurs de la nuit» (1954-1970)
La fin des années 50 et toute la décennie des années 60 sont inscrites dans les plus belles heures de gloire du club. Au cours de ces années, le LS compte en effet deux victoires en Coupe de Suisse (1962 et 1964), une finale (perdue par forfait contre Bâle), un titre de champion de Suisse (1965) et quatre titres honorifiques de vice-champion (1962, 1963, 1969, et si on y ajoute aussi 1970,).
Cette période est aussi marquée par le fait que le LS dispute régulièrement des compétitions européennes. En 1958, à Londres, Lausanne dispute une demi-finale de la Coupe des villes de foires (qui devient par la suite la Coupe de l'UEFA puis la Ligue Europa) contre l'équipe de Londres XI. Vainqueurs à l'aller (2-1), les Lausannois s'inclinent 2-0 au retour en Angleterre. Sur le plan national, la Pontaise déborde en 1961. Cette année-là, plus de 32 000 spectateurs, chiffre officiellement annoncé, assistent au derby lémanique entre le premier et le second du championnat. Le LS l'emporte 4-0 face au tenant du titre, le Servette FC. L'affluence réelle n'a jamais été connue, la foule ayant largement débordé la zone dévolue au public et prenant place le long des lignes de touche. À cette époque la piste d'athlétisme n'existait pas et un secteur était réservé pour le public « populaire », les pesages. Une photo de la rencontre est restée dans les mémoires, celle du célèbre agent de police lausannois de l'époque, le gendarme Mottaz, seul membre de la sécurité. Le cliché le montre essayant tant bien que mal d'empêcher le public d'entrer sur la pelouse. La première grande victoire de cette période dorée intervient en 1962. Le LS gagne sa cinquième Coupe de Suisse : victoire 4-0 face à Bellinzone. Deux ans plus tard, devant 53 000 spectateurs (nouveau record national pour une finale), Lausanne remporte sa sixième Coupe de Suisse en battant le futur champion La Chaux-de-Fonds 2-0 (grâce à des buts d'Eschmann et Gottardi). C'est la sixième du club. La consécration la plus aboutie de cette période vient en 1965 avec le septième et dernier titre de champion de Suisse du LS. En ces temps glorieux, les Lausannois sont surnomés « Seigneurs de la nuit » ; cette appellation provient des victoires engrangées à domicile avec le maillot blanc du LS, mis en évidence par la lumière du tout nouvel éclairage du stade qui permet depuis peu de jouer les matchs en soirée,. Lors de cette saison 1964-1965, le LS est leader de la première à la dernière journée de championnat. Conduits par Karl Rappan, les champions suisses ont pour nom André Grobéty, Ely Tacchella, Heinz Schneiter, Norbert Eschmann, Robert Hosp, Charly Hertig, Richard Dürr ou encore Pierre Kerkhoffs, le buteur international néerlandais,.
Toujours en 1965, l'équipe atteint également les quarts de finale de la Coupe des Coupes. Après avoir éliminé Budapest Honvéd, puis Slavia Sofia (suite un match de barrage à Rome). Le LS s'incline finalement 4 à 3 à Londres devant le grand West Ham United du légendaire capitaine anglais Bobby Moore (champion du monde en 1966),. À l'issue du match, compte tenu de la qualité de leur prestation, les joueurs du LS reçoivent une ovation des 34 000 spectateurs londoniens présents ce soir-là.
Les Lausannois ont en effet du caractère. Ils en apportent une preuve supplémentaire deux ans plus tard, à l'occasion de la finale de la Coupe suisse en 1967, face au FC Bâle. Alors que le score est de 1 à 1, l'arbitre M. Karl Göppel siffle à la 89e minute un penalty très contesté. Afin de protester contre cette décision arbitrale, assis sur la pelouse, les joueurs du LS refusent de poursuivre le jeu. Lors de ce match, une future figure importante du club — Pierre-Albert, dit « Gabet », Chapuisat — vit, en tant que joueur, ses premières émotions avec le LS,. Lausanne perd finalement cette rencontre par forfait 3-0. Fait unique dans le football mondial pour une finale nationale, l'image est restée célèbre dans l'histoire du football suisse.

Le 31 mai 1969, les Bâlois frustrent à nouveau les joueurs du LS. Devant 46 000 spectateurs à Saint-Jacques (nouveau record de Suisse pour un match de championnat), le FC Bâle bat Lausanne 4-0 et enlève le titre de champion de Suisse avec un seul point d'avance sur les Vaudois. Plutôt dominateurs sur l'ensemble de la saison, les Lausannois se font rejoindre sur le fil par les Rhénans.

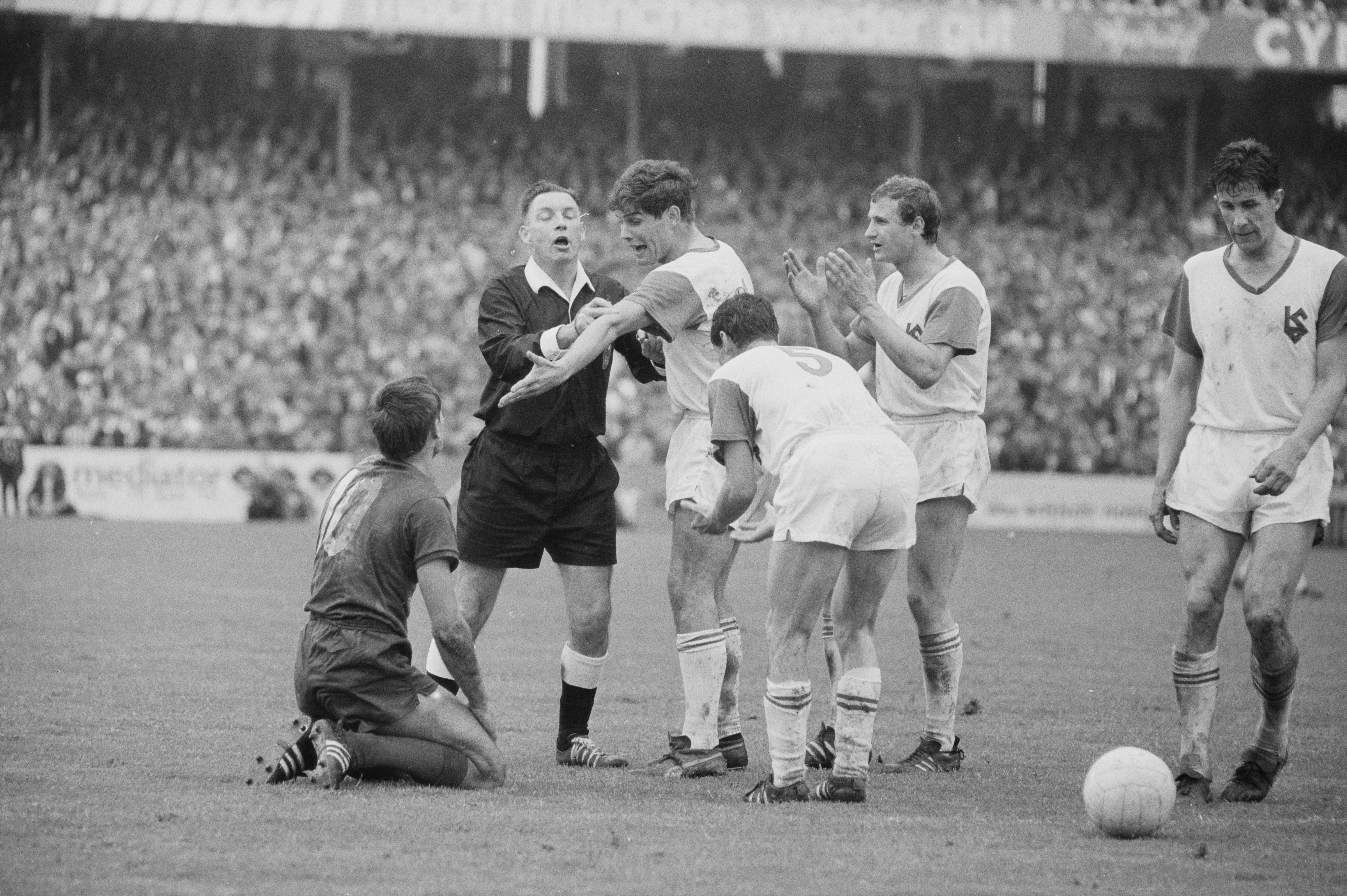
Finale de la coupe de Suisse de 1967. Alors que le score est de 1-1, le FC Bâle obtient un penalty à la 89e minute. Les Lausannois protestent. Ils refusent de jouer la fin du match et restent assis sur le terrain. Ils perdent donc 3-0 par forfait, fait unique en finale de coupe.
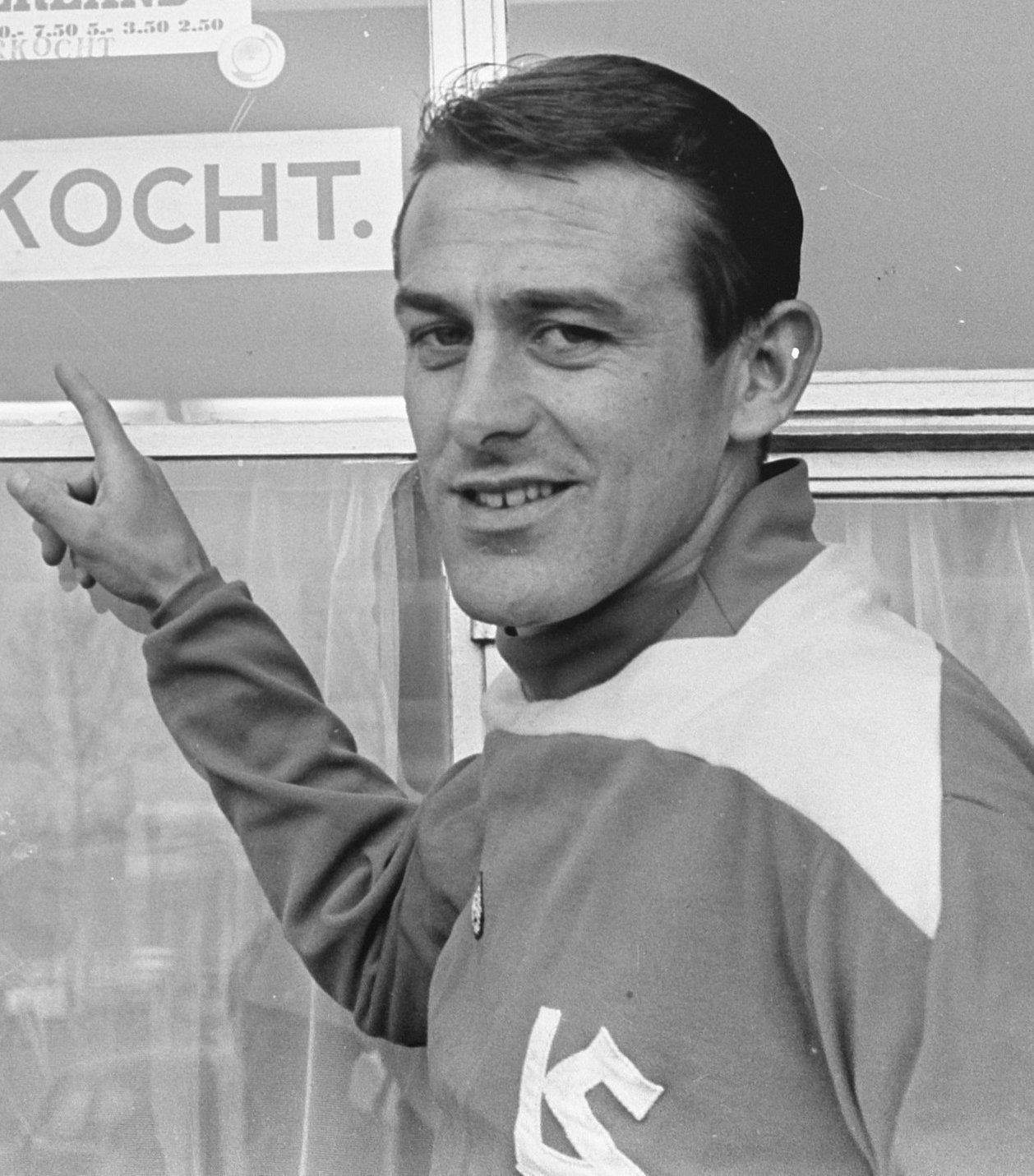
Un des seigneurs de la nuit : Pierre Kerkhoffs, attaquant international néerlandais, l'un des meilleurs buteurs du LS avec 107 réalisations en 187 matchs[2].
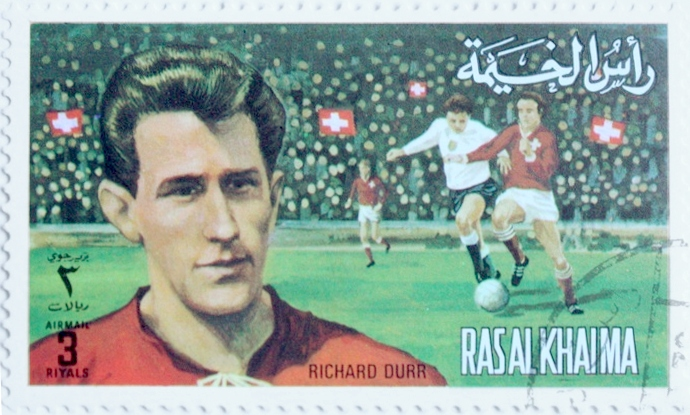
Autre grande figure du club et de cette époque : Richard Dürr, milieu de terrain et international suisse. Très populaire auprès du public lausannois, il ouvre un bar en ville de Lausanne en 1965 qu'il tiendra durant 50 ans[46].
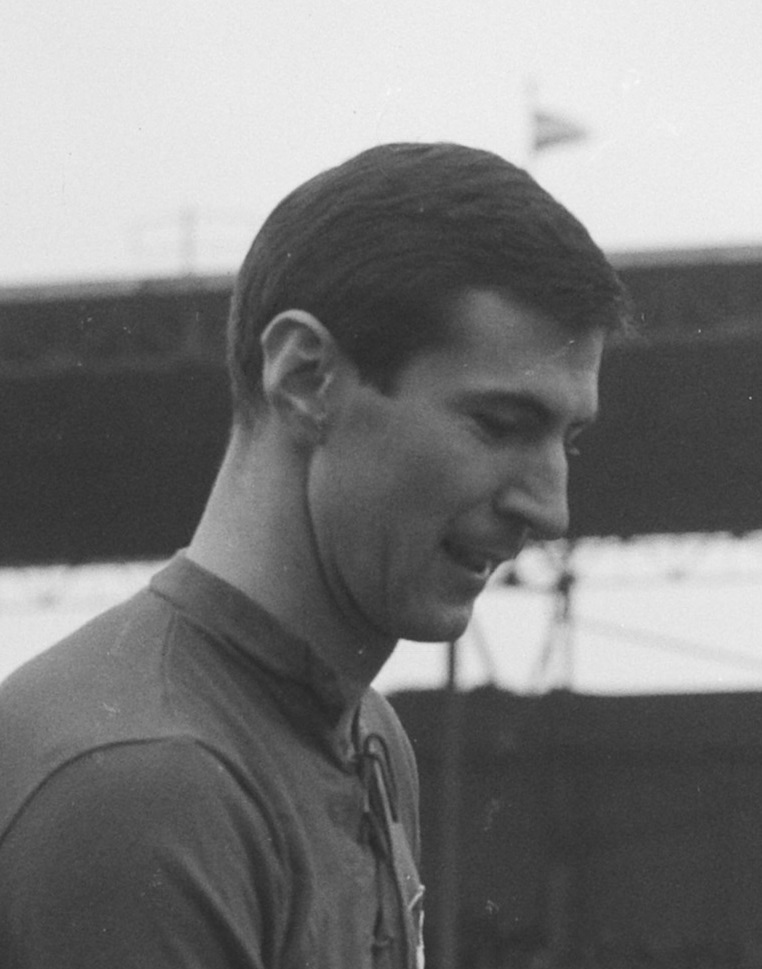
Autre seigneur de la nuit : Heinz Schneiter, défenseur et international suisse.

### Des hauts et des bas (1971-1998)
Les heures de gloire des années 1960 sont passées. Après avoir perdu le titre lors de la dernière journée en 1969 et avoir à nouveau fini vice-champion en 1970, le LS s'enfonce dans le ventre mou du classement de Ligue nationale A (LNA, plus haut échelon) dès le milieu des années 1970,,. Jusque dans les années 90, il se sauve parfois de justesse d'une relégation en Ligue nationale B (LNB, deuxième échelon),,,. Cette période moins florissante est tout de même ponctuée de moments mémorables tant sur le plan national qu'européen.
En février 1977, après des résultats décevants, l'entraîneur lausannois Miroslav Blažević tente un coup de poker : à l'occasion du derby LS-Servette, il place en effet son gardien international Erich Burgener au poste d'avant-centre. Ce choix inattendu et audacieux s'avère payant dans un premier temps puisque le gardien valaisan inscrit le 2-1, mais le match a pour résultat final une défaite 7-3. Cette même année les Lausannois échouent en demi-finale de Coupe sur un but de YB à la dernière minute. Les Bernois remportent finalement le trophée face au FC Bâle.

À l'automne 1977, le LS espère bien réintégrer le haut du classement avec l'apport de plusieurs joueurs de qualités tels que Parietti, Guillaume, Traber, Christian Gross. À Noël, le LS pointe au deuxième rang à une longueur du leader bâlois. Mais dans la dernière ligne droite, alors que les Lausannois sont premiers ex-aequo, ils perdent les deux dernières rencontres de la saison (à Zurich et face à Servette à la Pontaise). C’est le Grasshopper Club Zurich qui en profite. Cette saison offre néanmoins deux motifs de satisfaction : l'éclosion de Lucien Favre, talent de la région qui deviendra un joueur international, puis un entraîneur réputé ,, et une qualification pour la Coupe UEFA 1978-1979. Après avoir passé le premier tour face au club luxembourgeois La Jeunesse d'Esch, le LS s'arrête en seizième de final en perdant contre l'Ajax Amsterdam (défaite 1-0 à l'aller au Pays-Bas ; défaite 0-4 au retour à Lausanne).

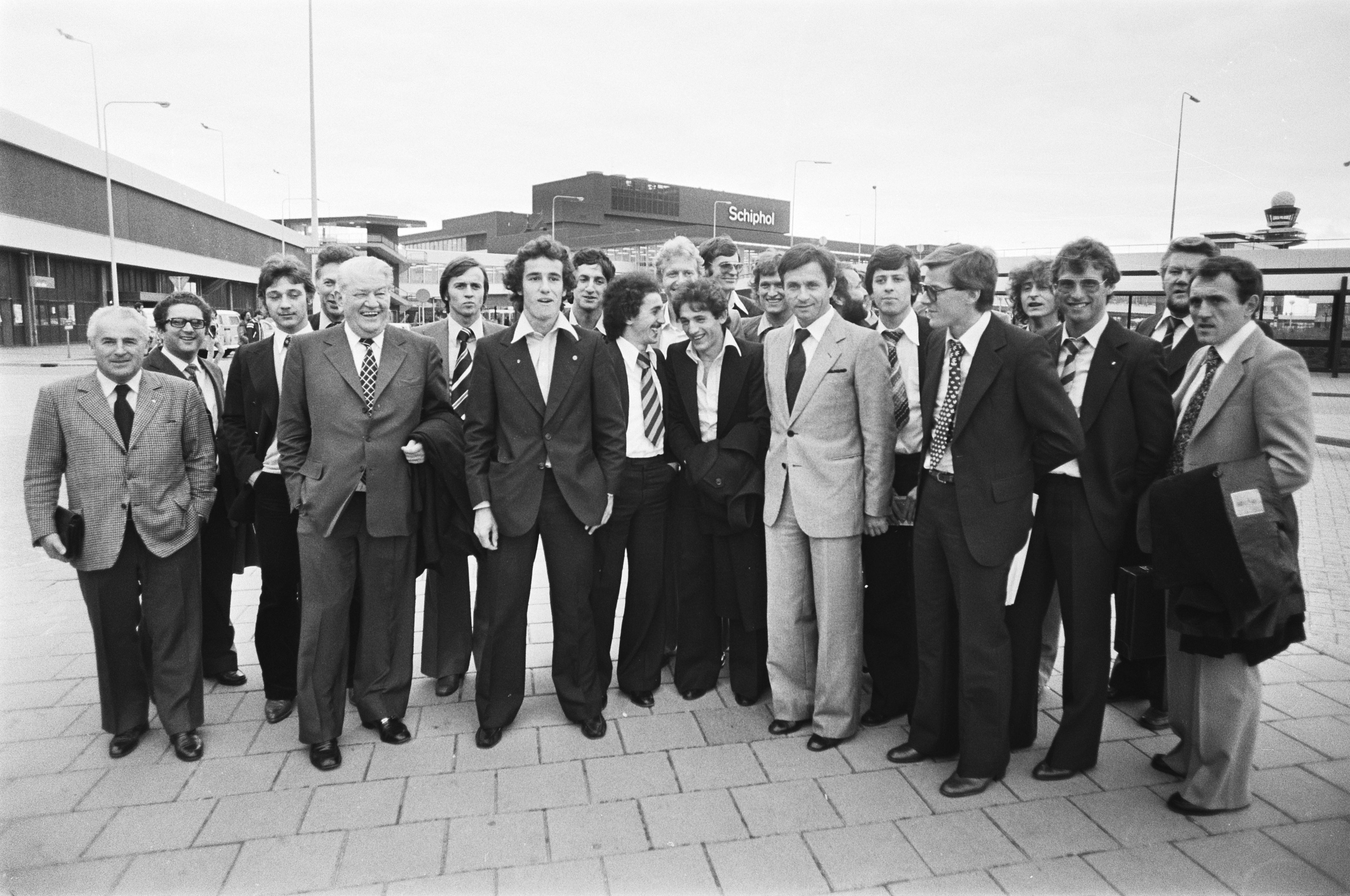
16 octobre 1978. Arrivée du Lausanne-Sports à Amsterdam pour un match de coupe UEFA contre l'Ajax. À droite de l'image, derrière l'entraîneur Miroslav Blažević, se trouve Lucien Favre.
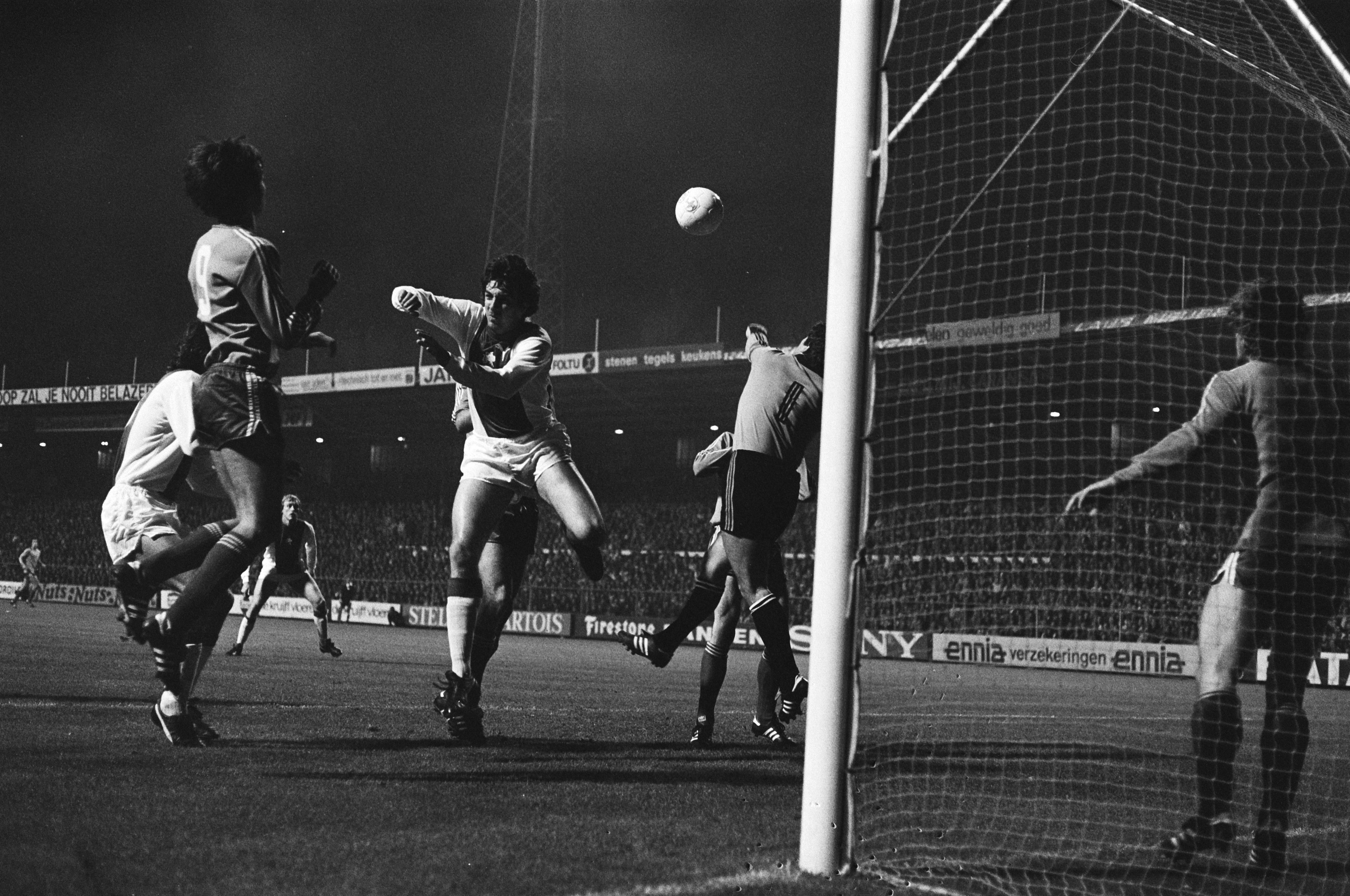
Match contre l'Ajax au stade de Meer le 18 octobre 1978. Erich Burgener défend sa cage[61].
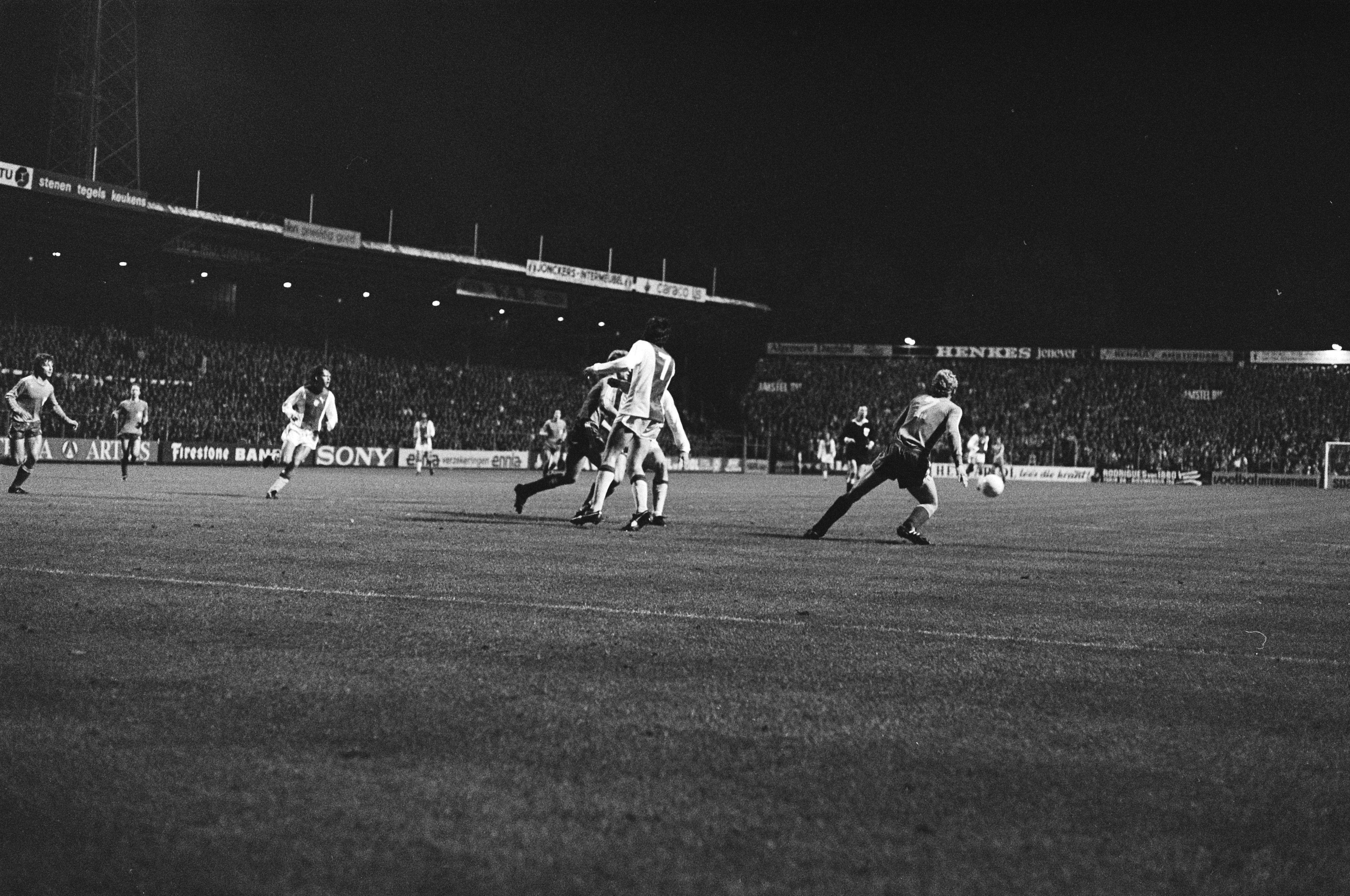
Match contre l'Ajax au stade de Meer le 18 octobre 1978. Claude Ryf (n° 2) défend son camp. Défaite 1-0[62].
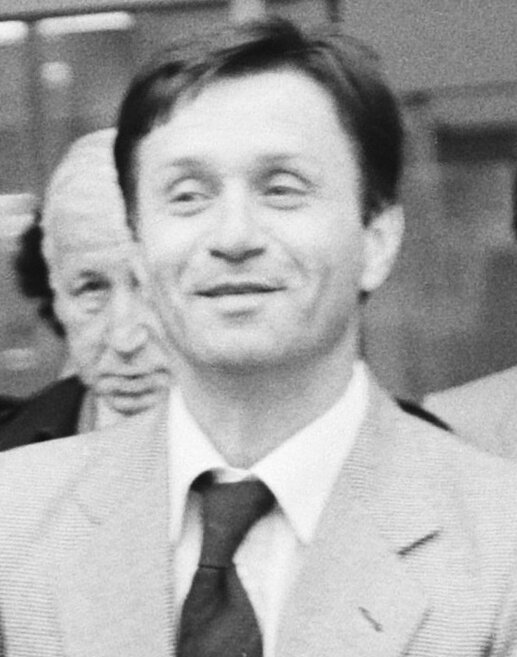
Miroslav Blažević, entraîneur du LS de 1976 à 1979.

En 1981, le LS parvient à nouveau en finale de Coupe de Suisse face au FC Zurich qui vient d'être titré champion de Suisse. Les Zurichois partent grands favoris. Toutefois, les joueurs de Charly Hertig se surpassent dans un match à rebondissements qui voit les Vaudois s'imposer 4-3 après prolongations. Entré en cours de jeu, le jeune Stefano Crescenzi inscrit les deux buts décisifs devant les 40 000 spectateurs du Wankdorf. Les joueurs vaudois (Robert Kok, Claude Lei Ravello, Erich Burgener, Claude Ryf, Urs Bamert, Gabet Chapuisat, Marcel Parietti, Gérard Castella, Yves Mauron, Pierre-Albert Tachet, Hans-Jörg Pfister, John Dario, Georges Diserens et Stefano Crescenzi) fêtent dignement leur victoire,. En 1984, le LS est de retour au Wankdorf face au Servette FC pour le premier derby lémanique en finale de Coupe de Suisse. 37 000 spectateurs assistent à la rencontre. Malgré un tir sur la transversale de Yves Mauron à la 89e minute, le LS s'incline 1-0 en prolongations,.
Lors de la saison 1989-1990, sous la houlette d'Umberto Barberis, le LS croit longtemps qu'il peut redevenir champion de Suisse. Depuis la saison 1987-1988, le championnat suisse est organisé selon la « formule Rumo ». Celle-ci a pour but de redonner de l'intérêt à un championnat en perte de vitesse face aux autres compétitions européennes : les équipes suisses peinent à rivaliser au niveau continental. On blâme alors entre autres le championnat. Ce dernier proposerait trop souvent des matchs sans enjeux qui, par là même, videraient les stades. Cette dynamique négative du championnat empêcherait en outre une professionnalisation plus aboutie des joueurs suisses. Pour éviter tout ventre mou dans la course au titre, la « formule Rumo » opère différents changements. Premièrement, le nombre d'équipes est réduit de 16 à 12. Celles-ci s'opposent deux fois. Puis, il se déroule un deuxième tour lors duquel les 8 premiers s'affrontent pour le titre et les places européennes dans un nouveau championnat à deux tours, alors que les 4 derniers luttent contre la relégation en étant opposés aux 6 premiers de LNB (deuxième division). Or, en 1990, une subtilité de ce système va empêcher le LS de gagner un nouveau titre. Au premier tour, le LS finit 6ème et se qualifie ainsi pour le deuxième tour qui remet les compteurs à zéro dans la course au titre. Lors de celui-ci, les jeunes Stefan Huber, Christophe Ohrel, Dominique Herr, Marc Hottiger et Stéphane Chapuisat (fils de Gabet), bien entourés par Georges Bregy, Pierre-André Schürmann et l'international néerlandais Frank Verlaat (qui a par la suite gagnera une Coupe de France avec l'AJ Auxerre de Guy Roux) effectuent une bien meilleure série de résultats. Ils terminent la saison par une victoire 3-0  face au FC Lucerne, pendant que le Grasshopper Club Zurich s'impose également 3-0 contre Lugano. Les deux équipes finissent la saison à égalité et le LS présente une meilleure différence de buts. Toutefois, en cas d'égalité de points entre deux clubs, la « formule Rumo » prévoit que l'équipe la mieux classée au premier tour finisse devant l'autre. Grasshopper Club Zurich ayant fini 3ème du tournoi préliminaire, il remporte le championnat de Suisse et le LS doit se contenter de la place de vice-champion. Si la déception finale est grande, cette saison a permis à la Pontaise de revivre et de compter régulièrement entre 12 à 16 000 spectateurs lors des derbys romands contre Xamax, Sion et Servette,,.

Cette frustrante place de vice-champion donne tout de même l'occasion au club de revivre les joies de la Coupe d'Europe lors de la saison suivante. En septembre 1990, dans un stade de la Pontaise qui n'avait plus connu tel engouement depuis bien longtemps (plus de 25 000 spectateurs), le LS arrache une victoire improbable contre la Real Sociedad de San Sebastian (3-2, après avoir été mené 2-0 à la mi-temps). Les Lausannois se font finalement éliminer au retour 1-0. Quelques mois plus tard, alors que le LS est largement en tête du championnat, Stéphane Chapuisat (21 ans) est annoncé au Bayer Uerdingen. Son départ est confirmé et sera effectif le 1er janvier 1991. C’est le premier international suisse, depuis très longtemps, à rejoindre un prestigieux championnat européen. Le LS ne se remet jamais du départ de sa star. Malgré une moyenne de 9131 spectateurs, le LS ne gagne finalement pas le titre qui lui était promis en novembre 1990 et le laisse au profit du Grasshopper Club Zurich. La saison suivante, les débuts sont également prometteurs. Durant l'automne 1991, du côté de la Coupe d'Europe (UEFA), le LS gagne 0-1 le match aller contre contre La Gantoise en Belgique. Cependant, au match retour à la Pontaise, les Belges reviennent à 1-1 sur l'ensemble des deux rencontres et se qualifient aux penalties. En décembre 1991, les Lausannois ont de quoi se consoler : ils finissent 1er du tour préliminaire et se présentent ainsi comme de sérieux candidats au titre. Toutefois, lors du tour final, le LS laisse à nouveau le sacre lui échapper, cette fois-ci au bénéfice de Sion (pour le premier titre de l'histoire du club valaisan). 

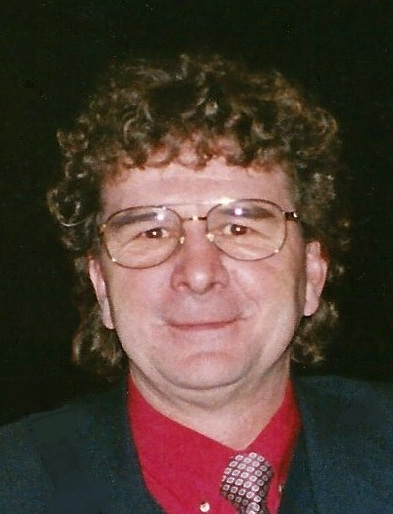
Gabet Chapuisat était présent lors de deux finales de Coupe suisse mythiques pour le LS : celle de 67 et celle, gagnée, de 1981. Il est le quatrième joueur le plus capé du LS.
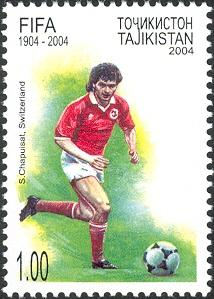
Son fils, Stéphane Chapuisat, est un joueur du cru qui a marqué le LS du début des années 90. Il est l'un des meilleurs joueurs suisses de l'histoire.
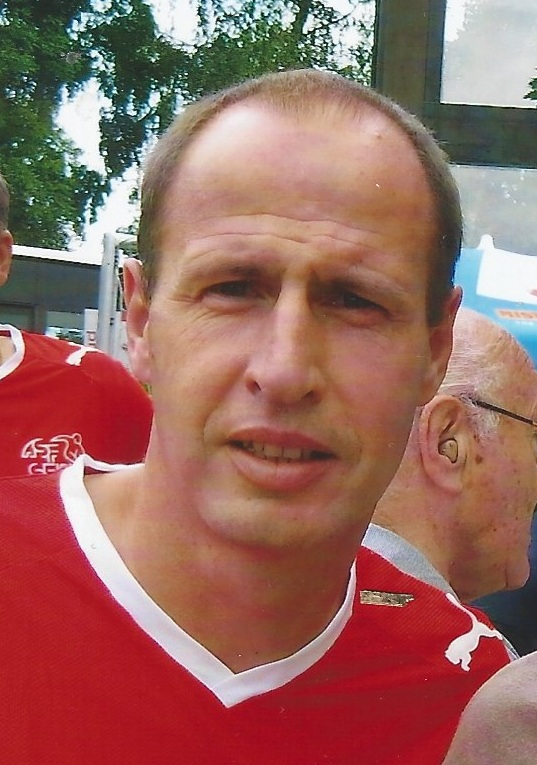
Né à Lausanne, Marc Hottiger fait partie de l'équipe proche du titre en 1990. Il poursuit sa carrière à l'étranger, notamment en Angleterre, avant de revevenir au LS entre 1997 et 1999.
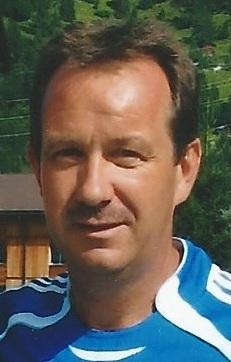
Georges Bregy a fait partie du LS tout proche du titre en 1990 et a ensuite été entraîneur du club entre 1995 et 1998.

Dans le palmarès du LS, il est possible d'ajouter quelques lignes consacrées à l'éphémère championnat de Suisse de football en salle. Lausanne enlève la première édition de 1997, dont la finale a pour cadre la halle Saint-Jacques de Bâle, puis celle de 1999. Cette compétition est abandonnée par la suite.

### Retour au sommet, déclin et faillite (1998-2003)

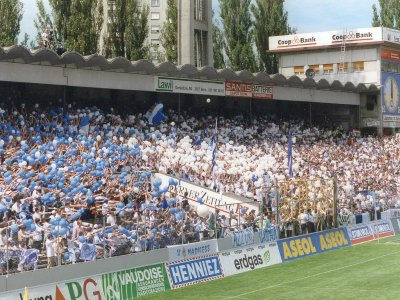
Supporters lausannois en finale de Coupe de Suisse en 1998.

Après un milieu de décennie sans relief, plutôt passé dans le ventre mou de l'élite,,,, le LS tutoie à nouveau les meilleurs de Suisse. Lors de la saison 1997-1998, il finit 2ème du tour préliminaire. Le 23 mai 1998, il finit en fin de compte à la 3ème place, 17 unités derrières le champion Grasshoper Club Zurich. Une semaine plus tard, Lausanne retrouve le Wankdorf et la finale de la Coupe de Suisse pour un match mémorable face au FC Saint-Gall. Sous une chaleur accablante (33 degrés à l’ombre), le LS perd 2 à 0 après 48 minutes de jeu. À la 57e minute, Saint-Gall bénéficie d’un penalty pour crucifier définitivement Lausanne. Vurens s’élance devant Martin Brunner, mais tire à côté. Sur le corner de la contre-attaque qui a suivi, Stefan Rehn réduit la marque d'une habile déviation de l'extérieur du pied droit. Toujours mené au score, Lausanne presse tant et plus. Le LS, soutenu par 13 000 supporters vaudois, trouve la récompense de son effort à la 89e minute. Après une superbe tête de Léonard Thurre sur un centre de Philippe Douglas, alors que le gardien Martin Brunner était monté aux avant-postes, le LS égalise à la dernière minute. Lausanne-Sports s’impose finalement après les tirs au but, grâce notamment à deux arrêts de son gardien. Alors qu'à la 57e minute tout semblait perdu, le LS enlève une nouvelle Coupe de Suisse, 17 ans après la dernière,. Après ce succès, le club est repris et transformé en société anonyme par l'homme d'affaires franco-polonais Waldemar Kita. Il dit alors vouloir professionnaliser davantage le club et développer le centre de formation. Ce rachat est acté en octobre 1998 ; Kita devient président de la SA et a fortiori du club en détenant 51 % des parts,.
Du côté sportif, la victoire en Coupe de Suisse donne accès au LS à la Coupe des vainqueurs de coupe. Durant l'automne 1998, le LS rencontre la Lazio de Rome en 16e de finale. Lausanne tient la dragée haute aux Romains. Le LS obtient un beau nul au match aller à Rome (1-1). Au retour à la Pontaise, les Vaudois ne perdent pas (2-2), mais se font éliminer compte tenu des buts inscrits à l'extérieur par leur adversaire. Cette opposition européenne est à l'image de la saison du LS au niveau national. Les Lausannois effectuent un exercice solide, plaisant, mais frustrant. Alors qu'ils sont de sérieux prétendants au titre, ils ne parviennent pas à couronner leur travail. Le 2 juin 1999, dans une Pontaise qui indiquait « guichets fermés » depuis plusieurs jours, les Lausannois échouent sur le fil face au Servette FC. Ce match opposait deux des trois derniers candidats au titre. Alors qu'il ne suffisait que d'un point aux Lausannois pour être sacrés, le LS s'incline 5-2 face à son rival lémanique, lui laissant ainsi le privilège d'être champion. Le LS se console en remportant sa seconde Coupe de Suisse consécutive en venant à bout du Grasshopper Club Zurich 2-0. Cette victoire avive un peu plus le regret que cette année 1999 aurait pu être celle du troisième doublé de l'histoire du club.
La saison suivante, en Coupe de l'UEFA, le 16 septembre 1999, le LS s'attaque au Celta Vigo. Après avoir mené 3-0 après 30 minutes (buts de Kuzba et à deux reprises de Mazzoni), Lausanne se fait rejoindre, mais remporte finalement l'enjeu 3-2. Cela ne suffit pas. Au retour en Espagne, les Lausannois s'inclinent 4-0. Au niveau national, en 2000, le LS finit à nouveau vice-champion. Il part ainsi favori lors de sa troisième finale de Coupe de Suisse de suite face, cette fois-ci, au FC Zurich. Bien que menant au score, les Lausannois se font égaliser en fin de match et finissent par perdre cette finale aux penalties.
Au niveau national, la saison 2000-2001 est marquée par un coup d'arrêt des bonnes performances du LS ; il finit la saison en milieu de classement du championnat et se fait éliminer en demi-finale de Coupe de Suisse aux penalties face à Yverdon-Sport. En revanche, cette année offre l'occasion au LS d'effectuer une belle épopée européenne en Coupe de l'UEFA. Mené par son duo d'attaquants Marcin Kuzba et Javier Mazzoni, le LS élimine Cork City, le Torpedo Moscou,, puis s'attaque à l'Ajax Amsterdam. Vainqueurs 1-0 à la Pontaise, les Lausannois obtiennent le nul à l'Arena (2-2) pour une qualification qui fait date,. Le LS est ensuite sorti par le FC Nantes, qui sera champion de France lors de cette même saison. Les Lausannois n'ont pas démérité. Perdant seulement 4 à 3 lors du match aller à la Beaujoire, les Lausannois s'inclinent 3 à 1 au retour à la Pontaise en 16e de finale,.

Il s'agit du dernier coup d'éclat du Lausanne-Sports avant sa faillite. Sportivement essoufflé, il va également l'être financièrement. En juin 2001, Waldemar Kita se retire et désinvestit tout capital du club. Le LS est fortement endetté et obtient in extremis sa licence de jeu pour la saison 2001-2002,. Sur le terrain, l'équipe assure tant bien que mal son maintien en LNA. Toutefois, cette fois-ci, la Ligue nationale n'accorde pas la licence au LS pour la saison suivante au vu de sa situation financière. Elle rétrograde donc administrativement le club en LNB (deuxième échelon national). Cette saison en LNB se déroule difficilement. Le LS se situe dans le bas du classement. La situation financière s'aggrave. Travaillant depuis l'automne 2002 pour sauver le LS, le confiseur et entrepreneur d'Orbe Philippe Guignard et son équipe arrivent trop tard. Le mardi 20 mai 2003, ils demandent une mise en faillite du club. Le sursis concordataire est rompu et les joueurs libérés de tout contrat. Après 107 ans d’existence, le Lausanne-Sports est dissout. 

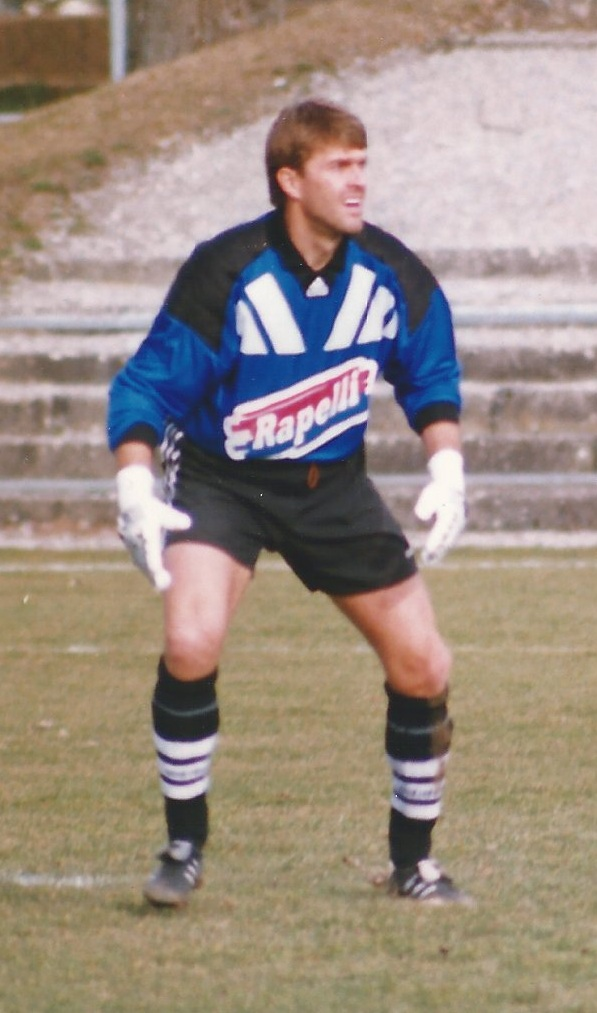
Martin Brunner est le héros de la finale de Coupe de Suisse en 1998 en arrêtant deux penalties.
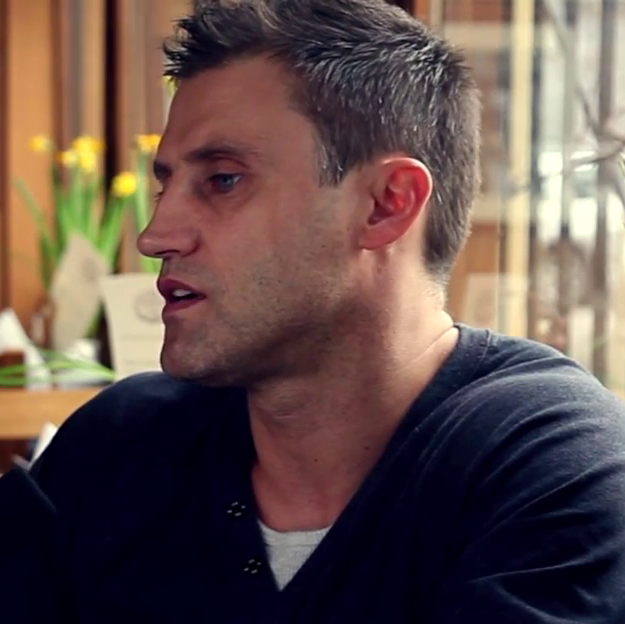
Aux côtés de Javier Mazzoni, Marcin Kuzba est un buteur prolifique du LS, notamment lors de l'épopée européenne du LS en 2000-2001.
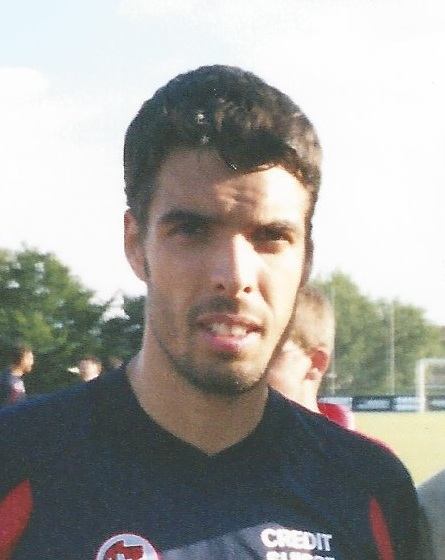
Fabio Celestini est un joueur de la région qui a contribué aux deux dernières victoires en finale de Coupe de Suisse, celles de 1998 et de 1999. Il est un joueur international suisse qui poursuivra sa carrière à l'étranger, notamment à l'Olympique de Marseille.
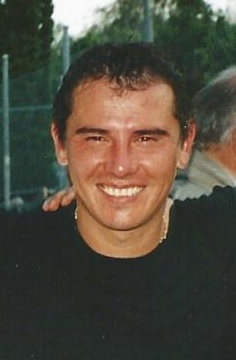
Oscar Londono a participé aux dernières grandes années du Lausanne-Sports en jouant pour l'équipe de 1996 à l'an 2000.
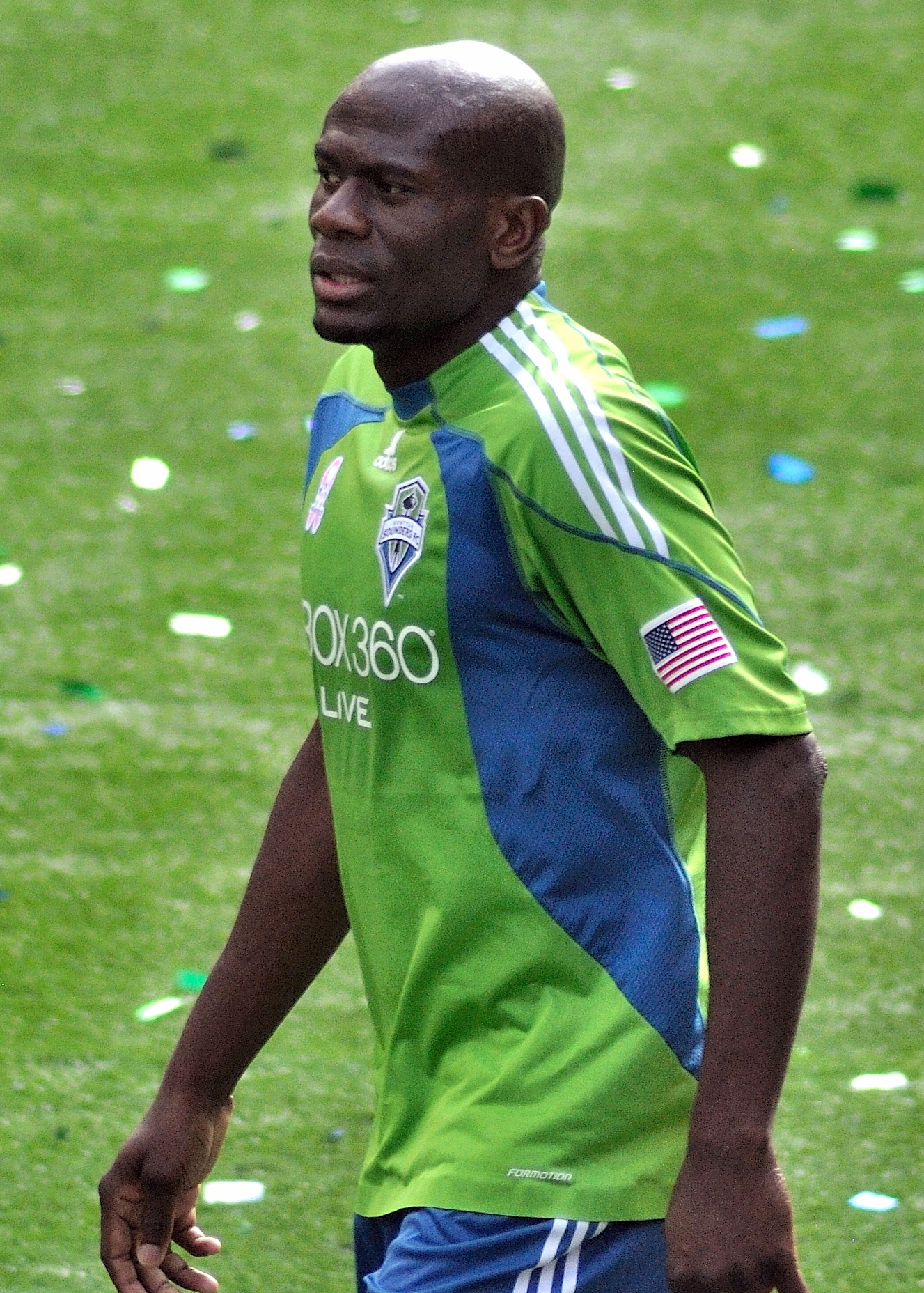
Formé au LS, Blaise Nkufo a participé à la victoire en Coupe de suisse en 1998. Il est un joueur international suisse et devindra le meilleur buteur de l'histoire du FC Twente.

L'héritage de la présidence du club par Waldemar Kita est souvent pointé du doigt pour expliquer cette disparition, même si l'ex-homme fort du LS s'en défend ; il n'en demeure pas moins que, sous son règne, sont opérés des transferts douteux sur lesquels les anciens dirigeants auraient possiblement touché des commissions illicites,,. Fin des années 2010, l'animosité envers l'homme d'affaires franco-polonais est encore grande chez les supporters du LS, en témoigne l’altercation entre Kita (devenu depuis lors propriétaire et président du FC Nantes) et des fans lausannois à Annecy en juillet 2017.

### Renaissance (2003-2018)
Le vendredi 13 juin 2003, le club renaît à travers son centre de formation sous le nom « FC Lausanne-Sport » (sans le "s") et s'apprête à jouer l'exercice 2003-2004 en 2e ligue interrégionale, championnat dans lequel évoluait la deuxième équipe (M21) de l'ex-Lausanne-Sports,. L’assemblée générale, réunie trois jours plus tôt, en accepte le principe. Le LS évoluera d'abord sous les ordres de Jochen Dries jusqu'en avril 2003, puis sous ceux de Gérard Castella, et ce durant un peu plus de deux ans. Le 29 mai 2004, à l'issue de cette première saison en tant que club amateur, le LS accède à la 1re ligue (3ème échelon national) grâce à son match nul (1-1) face à Urania Genève Sport à la Pontaise, devant 3 600 spectateurs. Une année plus tard, au printemps 2005, au terme d'un match d'anthologie en finales de promotion face à l'Étoile Carouge FC en terres genevoises (3-3 /2-1 au match aller), le FC Lausanne-Sport accède à la Challenge League (deuxième échelon national), deux ans après l'avoir quittée. C'est la deuxième promotion consécutive pour le LS qui retrouve ainsi un statut semi-professionnel après avoir renoué temporairement avec l'amateurisme.

Le passage de la Challenge League à la Super League s’avérera plus laborieux. Pourtant, plusieurs anciennes gloires du club reviennent afin d'épauler les jeunes issus du centre de formation pour ramener le LS dans l'élite du football suisse,. Malgré le retour concluant de Stéphane Chapuisat et un exercice plutôt réussi, le LS ne parvient pas à effectuer une troisième promotion consécutive et doit se contenter d'une troisième place à 11 points du promu (FC Lucerne) et à 4 points du barragiste (FC Sion). Jusqu'en 2010, le club ne parvient pas à faire mieux que des places en bas ou en milieu de classement,,,.

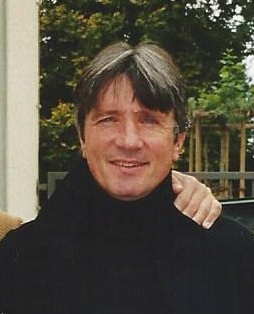
Ancien joueur du LS avec lequel il a gagné la Coupe de Suisse de 1981, Gérard Castella était l'entraîneur du Servette FC lors de l'échec du Lausanne-Sports à remporter le titre à la Pontaise en 1999. Il devient ensuite un grand artisan de la renaissance du LS en tant que coach lors des trois premières saisons après sa faillite.
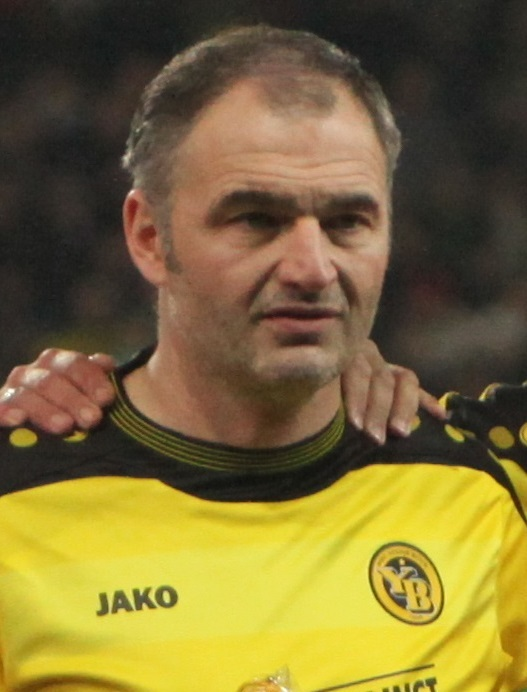
Alors qu'il souhaitait prendre sa retraite à l'issue de ses trois ans passés à Young Boys, Stéphane Chapuisat revient, pour un an, en 2005, dans le club de ses débuts pour l'aider à retrouver l'élite[119].
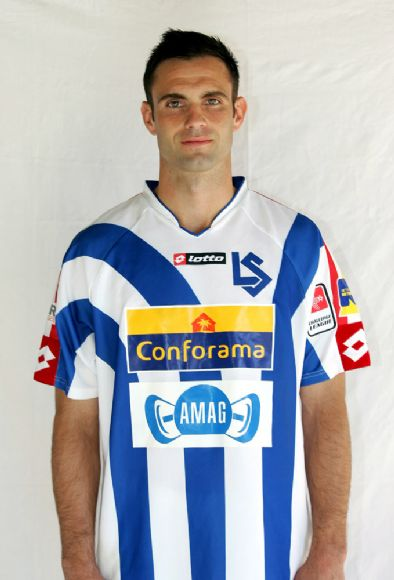
Héros de la Coupe de Suisse remportée en 1998, Léonard Thurre revient également au LS, en 2006, pour participer à sa renaissance.
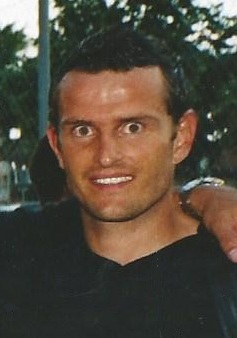
International suisse passé par l'AJ Auxerre, Alexandre Comisetti revient lors de la reconstruction du LS en 2005, après deux premiers passages professionnels au club (1991-1992 ; 1993-1994) qui l'a en partie formé.

Lors de la saison 2009-2010, alors qu'il continue à produire des résultats plutôt en deçà de ses ambitions pour retrouver la première division, le LS atteint la finale de la Coupe de Suisse après une épopée extraordinaire, éliminant notamment deux clubs de l’élite à l’extérieur : Young Boys en 1/4 de finale, puis le FC Saint-Gall en 1/2 finale. Malheureusement le LS craque en finale au Parc Saint-Jacques et s’incline sèchement 6-0 face au FC Bâle et ses stars — Xherdan Shaqiri, Alexander Frei, Marco Streller, Benjamin Huggel —, non sans avoir tenu le choc en première mi-temps,. Même si la fin de ce parcours est brutale, étant donné que le FC Bâle est déjà européen, le LS s'ouvre tout de même les portes de la Ligue Europa pour la saison suivante. Dans cette compétition, le LS va enchaîner les exploits. Alors qu'il reste un club de deuxième division suisse, aidé par le retour de son ancienne gloire Fabio Celestini, le LS élimine coup sur coup le FK Borac Banja Luka, Randers, puis, surtout, le Lokomotiv Moscou, au terme d'une éprouvante série de tirs au but remportée 4-3 lors du match retour le 26 août 2010 dans la capitale russe. Le LS s’octroie ainsi le droit de disputer la phase de groupe de la Ligue Europa. Face à des équipes européennes au budget largement supérieur, le LS fait un parcours honorable dans sa poule face à Palerme, CSKA Moscou et au Sparta Prague. En championnat, nettement distancé au classement par Lugano et Vaduz à sept journées de la fin de la saison (14 points de retard sur les Tessinois, alors que 21 étaient encore en jeu), le Lausanne-Sport réussit une incroyable fin de saison en remportant ses sept derniers matchs. Plus de 10 500 spectateurs assistent à la victoire 2-0 du LS face à Vaduz le 21 mai 2011. Pendant ce temps Lugano et les Liechtensteinois s’effondrent complètement pour terminer aux 3e et 4e place. Le Lausanne-Sport, coaché par Martin Rueda, est sacré champion de Suisse de Challenge League le 25 mai 2011 au terme d’une ultime victoire contre Bienne à l'extérieur (0-4), dans un stade de la Gürzelen (en) envahi par une foule bleue et blanche. Servette, au terme d’un barrage contre Bellinzone, obtient aussi sa promotion en tant que dauphin du LS. La saison 2011-2012 de Super League commencera donc, comme dans les années 1980-90, avec quatre clubs romands : Lausanne, Servette, Sion et Xamax.

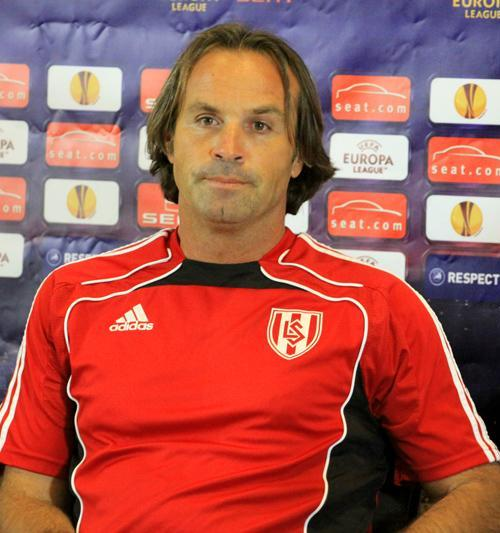
Martin Rueda est l'entraîneur qui a ramené une première fois le LS au plus haut niveau suisse depuis la faillite.
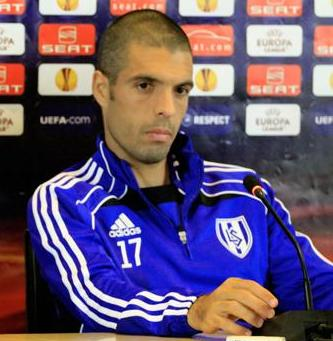
En 2010, Fabio Celestini revient dans le club de ses débuts et participe au parcours européen du LS. Il quitte le club et prend sa retraite à la mi-saison, notamment en raison de divergences de vue avec les dirigeants.
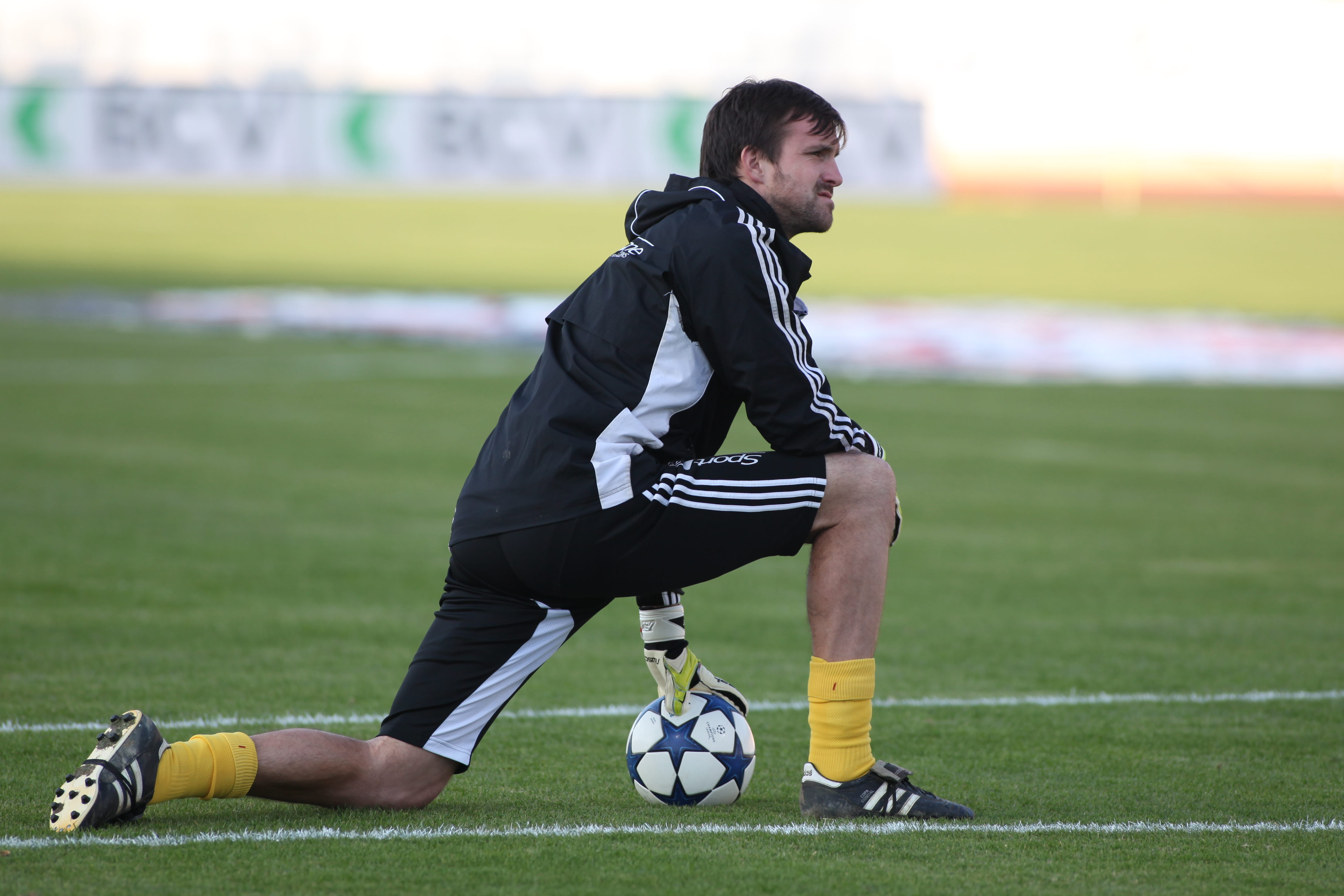
Joueur de la région, le gardien Anthony Favre a participé à l'épopée du LS en Coupe de Suisse, mais aussi à celle en Ligue Europa et puis à la promotion en Super League.
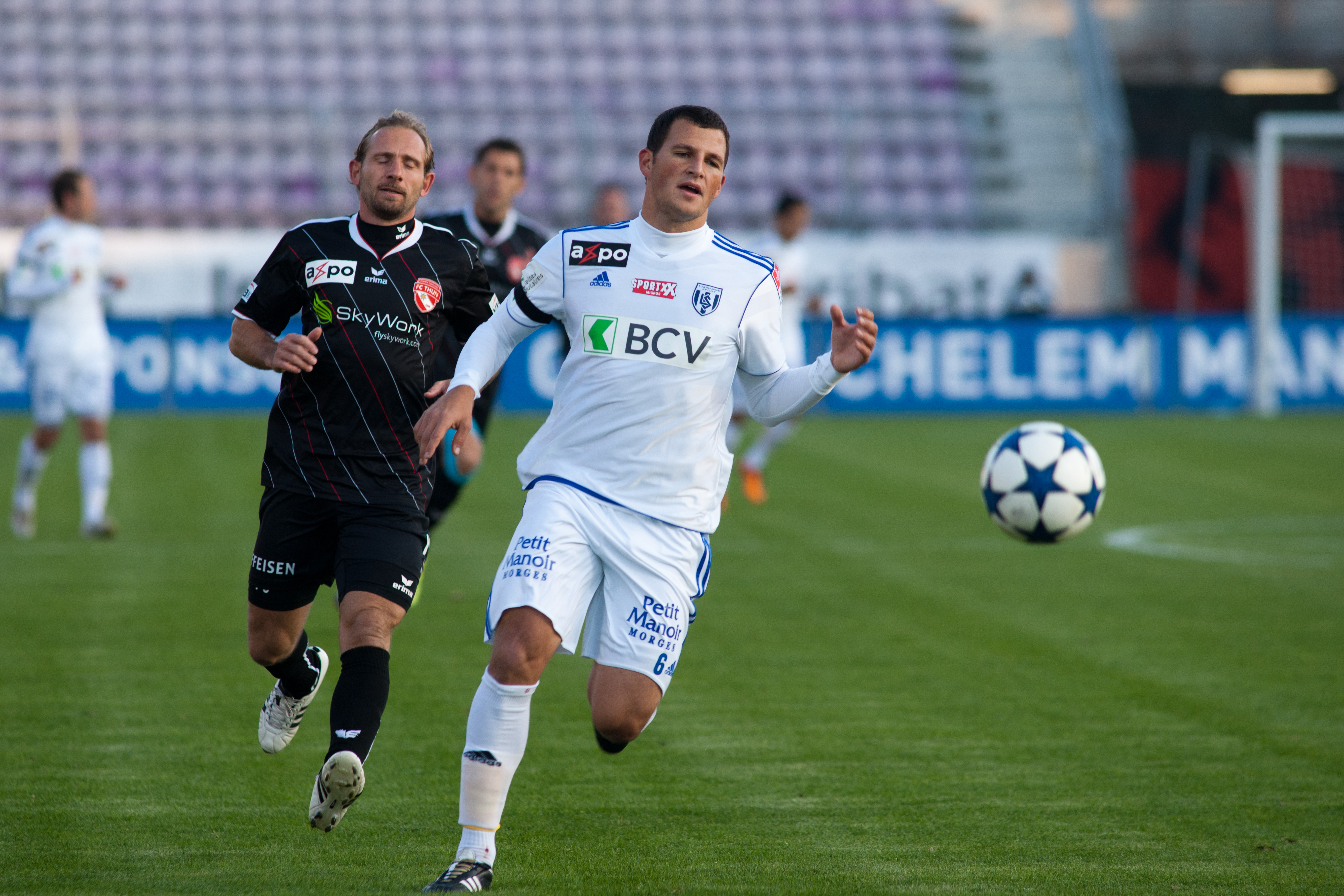
Formé au club, Guillaume Katz a grandemment contribué aux succès des années 2010-2011.
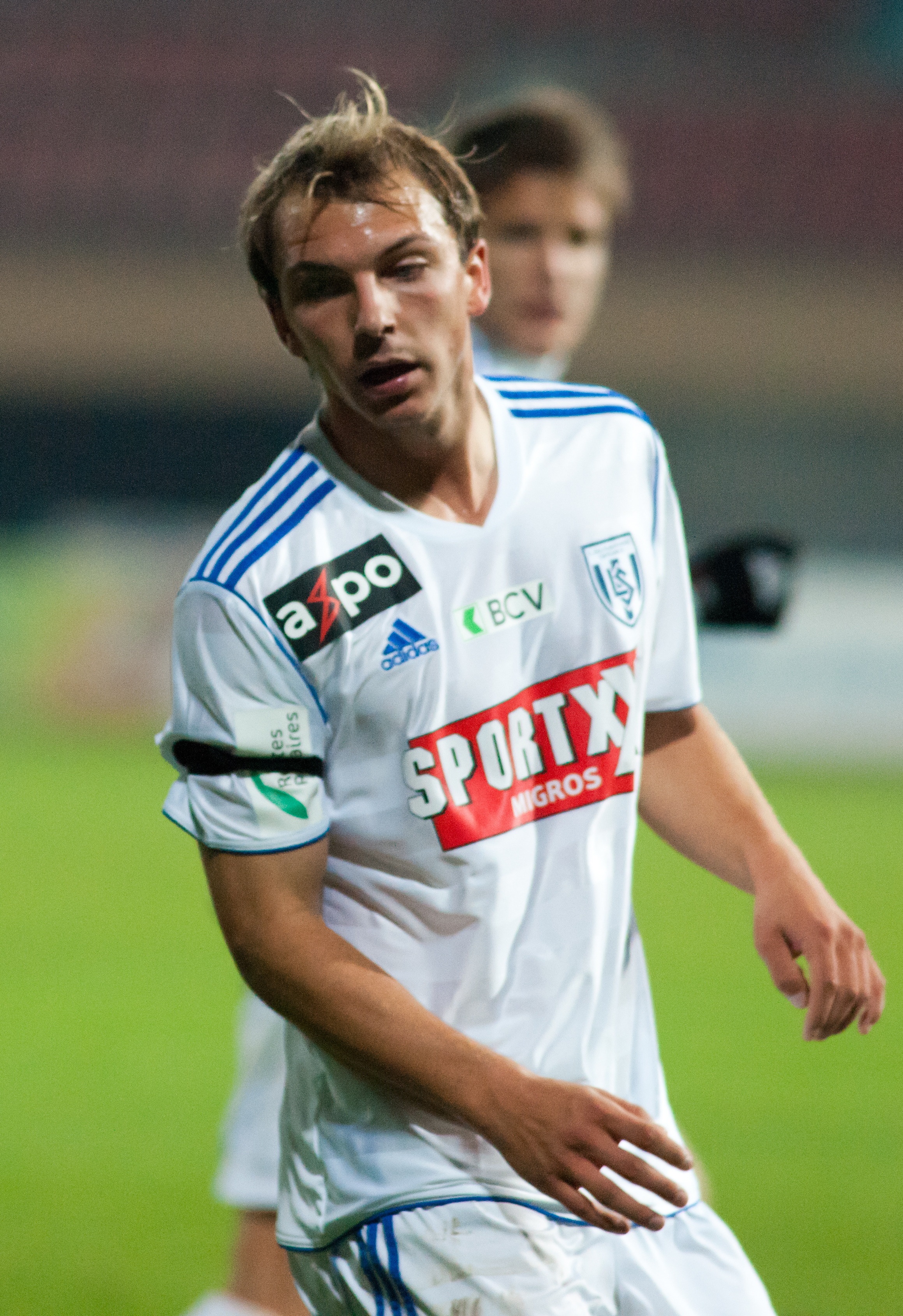
Formé au LS, puis parti à Young Boys, Alexandre Pasche revient en prêt et participe au retour de son club formateur dans l'élite.
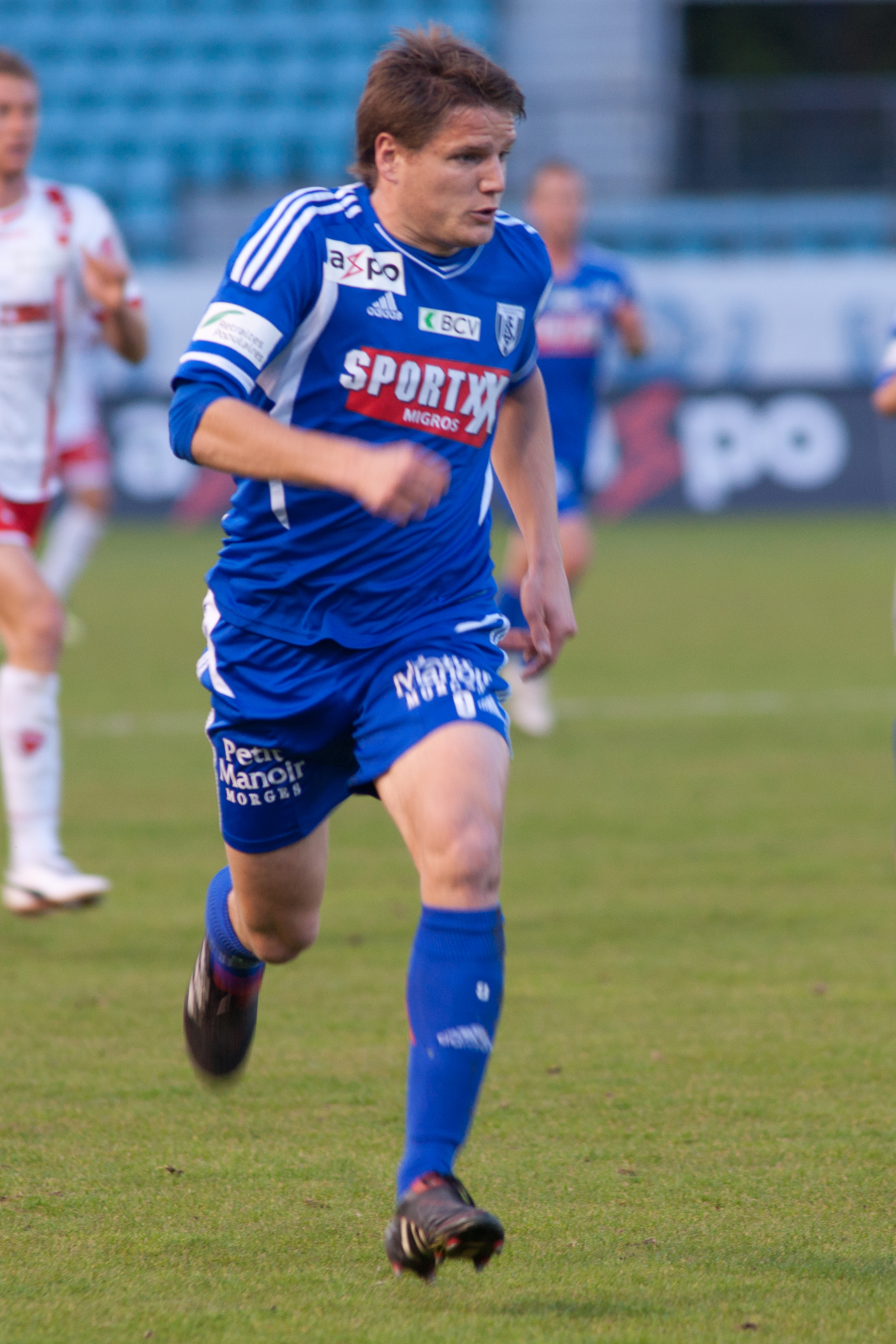
Jocelyn Roux est un buteur prolifique du LS l'année de son sacre en Challenge League (2011).

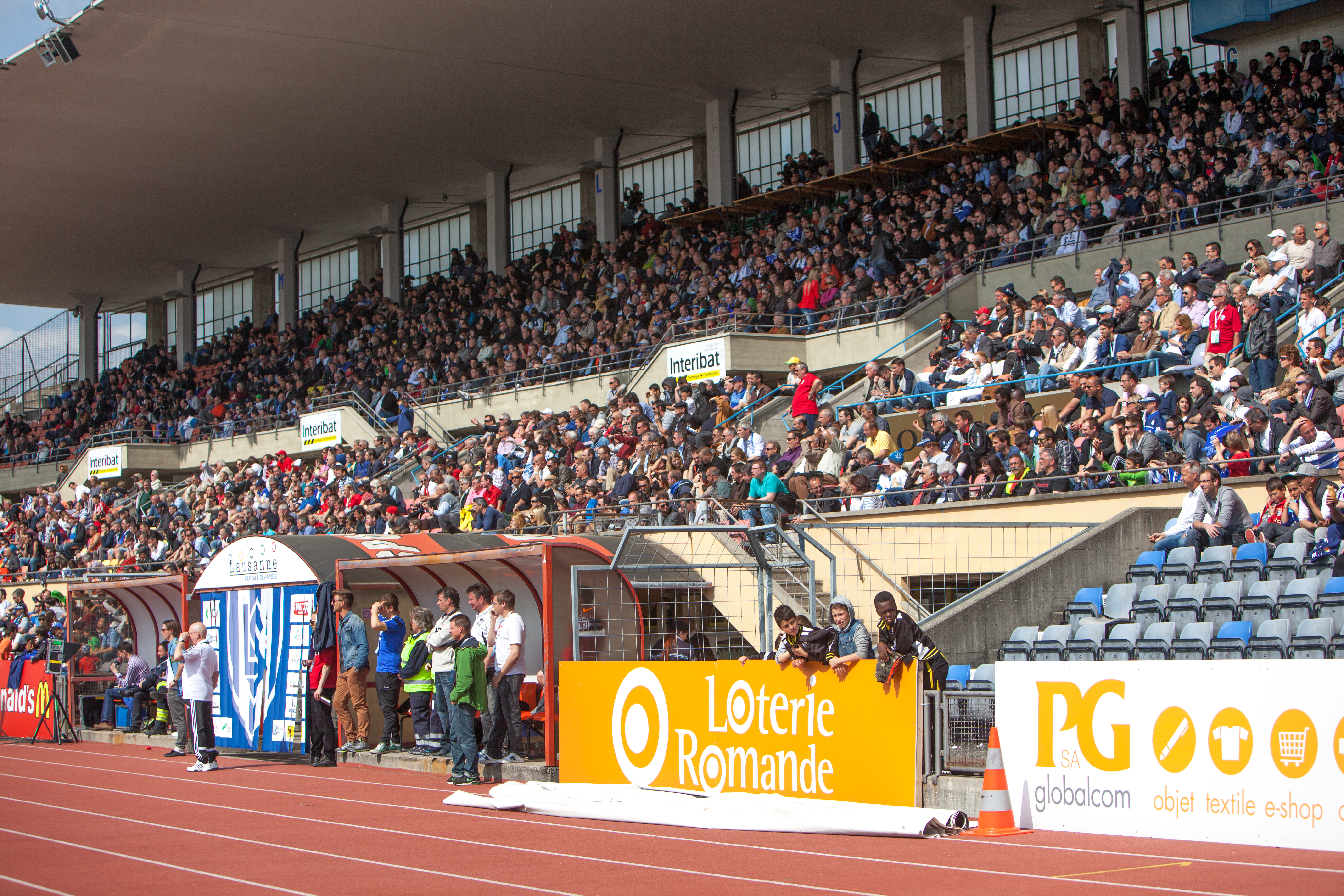
Tribune Nord lors du match LS-Sion en avril 2014.

En tant que néopromu, lors de la saison 2011-2012, le LS assure son maintien en finissant notamment devant Sion, GC et Xamax. Toujours avec un budget limité, lors de la saison 2012-2013, le LS condamne son rival lémanique Servette à la Challenge League, grâce à une victoire 3-0 en mai à la Pontaise. En 2013-2014, Malgré un très bon début de seconde phase de championnat qui a vu le LS revenir à 4 points du FC Sion et de la barre synonyme de maintien, le FC Lausanne-Sport ne peut éviter la relégation en Challenge League. Il s'agit d'une première historique, car le club n'avait jamais connu de relégation sportive de toute son histoire. Le LS reste cependant le dernier club suisse à avoir connu la relégation sportive de première en seconde division nationale.
En été 2015, le LS entame la saison avec un nouveau projet. Misant sur la jeunesse, en puisant dans le réservoir du Team Vaud (son équipe de joueurs espoirs), appuyée par quelques anciennes stars locales du club (Xavier Margairaz, David Marazzi notamment), le LS tente de créer un projet avec des racines régionales. Le retour de Fabio Celestini en tant que coach depuis la fin de la saison précédente est un point essentiel dans cette nouvelle politique. Prenant la tête du championnat de Challenge League dès la sixième journée, le LS ne lâche plus sa place de leader jusqu'au terme du championnat. Lausanne décroche sa promotion en Raiffeisen Super League plusieurs journées avant le terme de la saison, sur le terrain du FC Aarau.
En Super League 2016-2017, le LS commence son exercice par un premier tour encourageant, avec 14 points en 9 matchs. Le premier match du deuxième tour voit les Vaudois gagner 4 à 1 face à Lugano. La fin de l'année est plus compliquée avec seulement 1 point pris en 8 matchs. Avant même la reprise après la trêve hivernale, le 30 janvier, Fabio Celestini reçoit le titre de meilleur entraîneur de l'année 2016 en Super League. Sur le terrain, le LS ne gagne toujours pas. En obtenant seulement 2 points dans les 5 premiers matchs de l'année, le club flirte avec la zone de relégation. Le 19 mars 2017, le FC Lausanne-Sport bat Vaduz sur le score de 1 à 0, mettant fin à une série de 14 matchs sans victoire. L'équipe se reprend par la suite en totalisant 12 points lors des 11 dernières journées de la saison (dont notamment une victoire importante à Sion, le 24 avril), ce qui lui permet de sauver sa place en Super League au détriment de Vaduz.
Le début de la saison 2017-2018 est laborieux, avec seulement 2 points engrangés lors des 6 premières journées. Mais une victoire à Bâle, acquise le 9 septembre, sert de déclic. Grâce à sa victoire 5-1 contre le FC Zurich lors de la 19e journée, le LS comptabilise 20 points supplémentaires à l'issue de la pause hivernale, le 17 décembre, ce qui le place à une avantageuse 5e place à la fin du 1er tour, à trois points de la 3e place. Malgré des débuts difficiles, le bilan de ce premier tour montre des performances encourageantes, surtout en déplacement. Outre les victoires acquises contre les deux grands du championnat (Bâle et Young Boys, le 14 octobre, à domicile cette fois-ci), l'équipe fait généralement de bons résultats à l'extérieur (dont notamment une victoire 4 à 0 à Saint-Gall).

### Ère Ineos (depuis 2018)
Lors de cette même saison, la fin d'année 2017 marque un tournant dans l'histoire du club. La multinationale britannique Ineos, spécialisée dans la pétrochimie et dont le siège social est basé dans le canton, rachète le FC Lausanne-Sport à Alain Joseph. Ce changement est officiellement annoncé par ce dernier et David Thompson (CEO d’Ineos et nouveau président du club) au siège de la société, à Rolle, le 13 novembre 2017, lors d’une conférence de presse commune. Après six ans de vice-présidence et quatre de présidence, l'entrepreneur Alain Joseph déclare :
« Aujourd’hui, j’éprouve un vrai soulagement et la fierté du devoir accompli jusqu’au bout. La transition fait aussi partie du mandat et je suis convaincu que le club a trouvé le meilleur repreneur possible. »
Ce rachat annonce de nouvelles ambitions pour le club. Les nouveaux propriétaires ne cachent en effet par leur désir de « le faire grandir » et de lui permettre de retrouver les joutes européennes d'ici à 2 ou 3 ans. Ces intentions se traduisent concrètement dès le mercato hivernal par l'arrivée de trois nouveaux joueurs : Enzo Zidane (fils de Zinédine Zidane), Simone Rapp et Alexander Fransson, . Puis, peu après, vient la nomination d'un directeur sportif en la personne de Pablo Iglesias. Le changement du blason du Lausanne-Sport par le groupe anglais, ajoutant aux couleurs bleu et blanc l'orange - faisant référence à l'identité visuelle d'Ineos - ainsi qu'un "O" stylisé pour coller avec la marque, fait l'objet d'une controverse. De nombreuses contestations, notamment une pétition en ligne et un boycott des supporters au début du deuxième tour, forcent les nouveaux dirigeants à faire marche arrière,,. Sur le terrain, le LS n'est pas à la hauteur des objectifs annoncés. La relégation en Challenge League subie en mai 2018 marque une première épreuve pour le nouveau propriétaire. Dès lors, il injecte 25 millions de francs dans le club à l'inter-saison dans la volonté de faire forte impression en vue d'une remontée directe et d'ambitions plus élevées dans le long terme.
Cependant, lors de la saison 2018-2019, le LS ne parviendra pas à remonter directement en Super League, finissant troisième du championnat. Le club annonce le 22 mars 2019 que Bob Ratcliffe, frère du propriétaire et fondateur de Ineos et nommé CEO du FC Lausanne-Sport un an plus tôt, était désormais président du LS. Ancien président, David Thompson reprend ses activités au sein de la société Ineos. Le 22 mai 2019, la Fédération rwandaise de football et Ineos annoncent également un partenariat de développement. La société de pétrochimie va construire un centre de performance et d'entraînement entièrement consacré au football. Les meilleurs joueurs rwandais ayant ainsi l'opportunité de rejoindre le Team Vaud, l'organe de formation du FC Lausanne-Sport, dans l'objectif final d'évoluer au sein de la première équipe. En juin 2019, Ineos rachète le club français de l'OGC Nice. France Bleu souligne alors l'expérience mitigée de la multinationale britannique à Lausanne, certes réussie au niveau du développement des infrastructures et dans la garantie de la santé financière du club, mais plutôt ratée concernant l'aspect sportif. Du côté lausannois, on s'interroge sur le devenir du LS et on craint que le club ne soit plus une priorité d'Ineos et ne devienne qu'une simple filiale de l'OGC Nice,,.
Lors de la saison 2019-2020, après avoir compté jusqu'à 15 points d'avance jusqu'à la pause forcée due à la pandémie de Covid-19, le LS, malgré une reprise très poussive, finit néanmoins le championnat de Challenge League à la première place. Le 30 juillet 2020, le club est ainsi officiellement promu en Super League après une victoire (4-0) face au FC Stade Lausanne Ouchy. Les Lausannois s'ouvrent ainsi les portes de l'élite du football helvétique après deux saisons passées à l'échelon inférieur. À l'issue de cet exercice, à la surprise générale, le club annonce sa séparation avec le directeur sportif Pablo Iglesias qui était arrivé au club lors du rachat du club. Dès lors, Souleymane Cissé est nommé à ce poste.
À l'occasion de la saison 2020-2021, pour son retour en Super League et le déménagement dans son nouveau Stade de la Tuilière, l’objectif est le maintien dans l’élite du football suisse. Un objectif que les Lausannois arriveront à atteindre sans grandes difficultés et en terminant à une belle sixième place à 4 points du podium. Malgré cela, la Direction du LS annonce à l'issue du championnat la non-prolongation du contrat de l’entraîneur Giorgio Contini en place depuis 3 saisons.
La saison 2021-2022 est attendue pour être celle de la confirmation et de grandes attentes sont placées sur cette équipe du Lausanne-Sport. Entraîneur de l’équipe réserve depuis plusieurs saisons, Ilija Borenovic est nommé comme étant entraîneur de l’équipe première du FC Lausanne-Sport. De nombreux recrutements effectués sous l’égide de Souleymane Cissé sont décriés car les joueurs ne répondent tout simplement pas aux attentes placés en eux. Les fans démontrent leur mécontentement à travers des actions au stade ainsi que sur les réseaux sociaux. À la fin du premier tour du championnat, les Lausannois terminent à l’avant-dernière place, synonyme de barrage. La trêve hivernale est attendue pour corriger la situation et permettre au club de sauver sa place en Super league. Au lendemain du premier match du second tour (défaite 1-5 face à Saint-Gall), Ilija Borenovic est démis de ses fonctions d’entraîneur. Une banderole « Cissé casse-toi » est déployée lors de chaque match à domicile et à l’extérieur par les ultras du FC Lausanne-Sport,. Alain Casanova est nommé entraîneur jusqu’à la fin de la saison avec pour mission de sauver le club en Super League. Malheureusement, cela ne suffit pas ; les résultats ne sont que négatifs et le LS est relégué à l’issue de la saison. Une césure se créée entre les plus fidèles supporters du club et la Direction représentée par Souleymane Cissé. Au stade, l’immense majorité des groupes de supporters appellent à la démission du directeur sportif. Directeur du football chez Ineos, Julien Fournier défendra jusqu’au bout son directeur sportif lausannois. Cependant, la situation est désormais intenable. Bob Ratcliffe, président du club et frère du propriétaire d’Ineos, Souleymane Cissé et Alain Casanova quittent le club à la fin de la saison, pour le plus grand soulagement des supporters lausannois.

Pour la saison 2022-2023, l’objectif est clairement la montée en Super League. D’autant plus que, cette année-là, deux équipes sont directement promues et l’équipe qui finit troisième joue des barrages face au dernier de Super League. En effet, avec l’agrandissement de la Super League à 12 équipes, il s’agit d’une saison de transition. Afin d’arriver à cet objectif, le LS nomme Leen Heemskerk en tant que président du club. Sa première mission est de trouver un entraîneur qui sera capable de redresser le club et le faire revenir dans l’élite du football helvétique. Ancien junior du club et ancien grand international suisse, Ludovic Magnin devient l’entraîneur du FC Lausanne-Sport. N’ayant pas encore de directeur sportif, il sera amené à participer aux décisions avec le président. Après un premier tour compliqué lors duquel le LS termine 4ème à 6 points du duo de tête composé du FC Wil et du FC Stade Lausanne Ouchy, le LS réussit à remonter au classement pour terminer la saison à la seconde place et est promu en Super League. Le LS finit derrière Yverdon-Sport et devant le FC Stade Lausanne Ouchy. Ce dernier gagnera le barrage contre le FC Sion. La saison 2023-2024 sera donc historique, car l'élite du football suisse comptera trois clubs vaudois,. Malgré les résultats et le spectacle parfois décevant, les joueurs du LS ont donc rempli leur mission. De plus, l’enthousiasme pour le club revient. Le derby vaudois du 2 avril 2023 face à Yverdon-Sport est par exemple joué à guichets fermés et le FC Lausanne-Sport termine la saison à la première place en terme d’affluence en Challenge League.

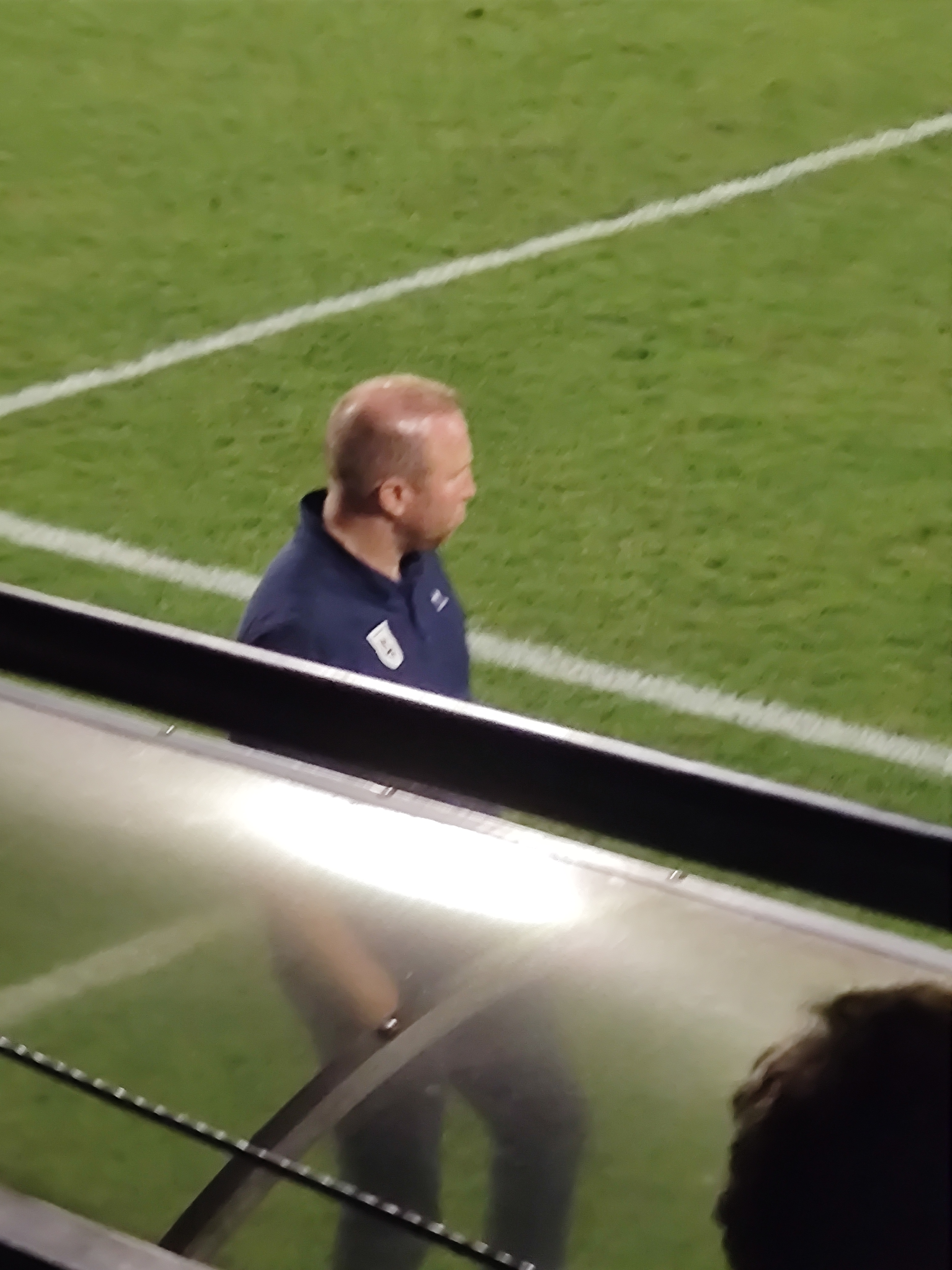
Ludovic Magnin en tant qu'entraîneur du LS lors d'un match de Coupe de Suisse contre le Vevey-Sports en 2023.
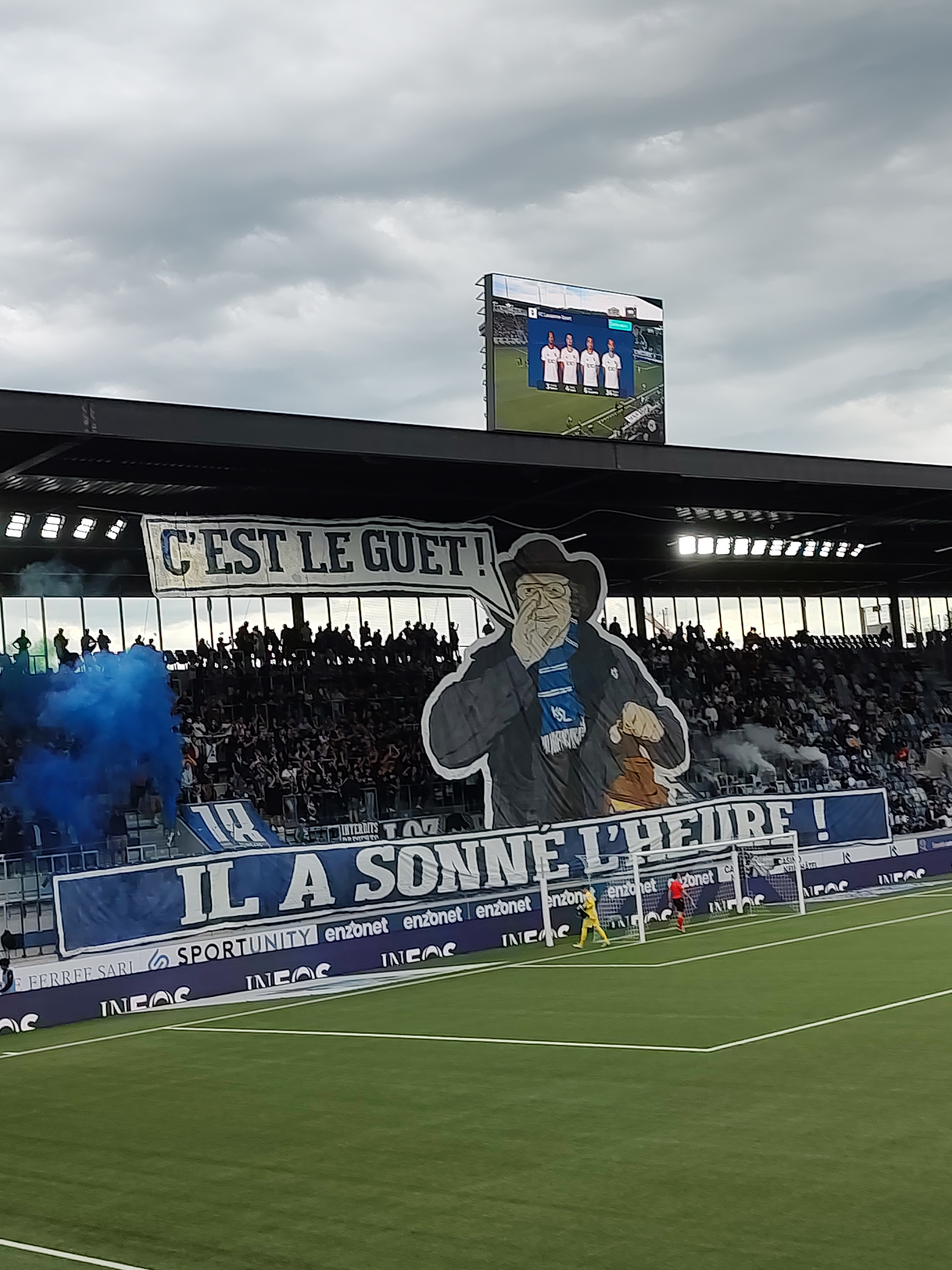
Tifo du kop lausannois pour le retour du LS dans l'élite en 2023 et qui fait référence à la vieille tradition du guet de la cathédrale de Lausanne.

Le retour dans l'élite en 2023-2024 aboutit au maintien du LS. Les observateurs soulignent le manque de constance dans les performances du club, alternant très bons résultats et matchs décevants,. En décembre 2023, Ineos agrandit son réseau de clubs de football en acquérant à peu près 25 % du capital de Manchester United. Ineos aura la responsabilité des affaires sportives et sa part au capital pourrait augmenter dans les années à venir. On craint alors à nouveau que le LS soit négligé par Ineos et que les ambitions pour le club stagnent, à plus forte raison l'UEFA défend aux équipes d'un même propriétaire de participer à une même compétition. The Telegraph révèle que si Manchester United et l'OGC Nice devaient tous les deux se qualifier pour la Ligue des champions, le choix d'Ineos se porterait sur le club mancunien,. Lors de cet investissement dans le club d'Old Trafford, la multinationale britannique reconnaît avoir commis des erreurs dans la gestion du club lausannois. Au printemps 2024, la question sportive se pose d'autant plus que le LS termine l'exercice antépénultième, derrière son rival vaudois Yverdon-Sport, et ce pour la deuxième année consécutive. La presse interroge l'accent mis sur le marketing au détriment du sport, mais aussi une politique de recrutement qui ignore la formation et ses talents locaux pourtant bien réels (quatre anciens produits du centre de formation du club étant présélectionnés par le sélectionneur suisse pour l'Euro 2024). En guise d'illustration, lors de cet exercice, le LS aligne à une occasion un onze de départ sans aucun joueur suisse, une première en Super League depuis 14 ans. La note positive vient du soutien populaire apporté au club, puisque le LS connaît en 2023-2024 sa meilleure affluence annuelle (environ 118 000 spectateurs) depuis la mémorable saison 1997-1998,.
La saison suivante, le LS finit à la cinquième place du classement, remplissant ainsi l'objectif initital de finir dans les six premiers. Les commentateurs jugent l'exercice réussi : l'équipe a progressé, su faire émerger Alvyn Sanches (pur produit du centre de formation) comme un joueur de premier plan, et, par l'intermédiaire du dénouement de la Coupe de Suisse, pu se qualifier pour la première fois depuis 2010 à une compétion européenne (Ligue Conférence de l'UEFA). Ces performances répondent donc aux ambitions de la direction, malgré les incertitudes persistantes quant à l'engagement d'INEOS au LS. Ces doutes sont entre autres liés au changement de présidence en mars 2025, officiellement motivé par la volonté d'éviter un conflit d'intérêts en cas de qualification simultanée des Lausannois et d'un autre club du groupe britannique pour une même compétition européenne,,,,. Un autre point notable de l'année écoulée réside dans l'engouement croissant pour cette équipe, avec une augmentation de 15% du nombre de spectateurs par rapport à l'année précédente (139 000 sur la saison entière).

## Stade

### Premiers terrains (1896-1954)
Avant de s'établir au stade de la Tuilière, le LS évolua sur différents terrains : au pied de la colline de Montriond (parc de Milan), à Beaulieu, au Bois-Gentil, aux Plaines-du-Loup, à Montchoisi (où eurent lieu les premiers matchs officiels), à Malley et finalement dans le quartier de la Pontaise aux Plaines-du-Loup,.

### La Pontaise, le stade historique: de 50 000 à 8 500 places (1954-2020)
Un stade flambant neuf est inauguré le 23 mai 1954 (Suisse-Uruguay 3-3), quelques semaines avant la Coupe du monde se déroulant en Suisse. Il est officiellement baptisé Stade olympique de la Pontaise et peut accueillir 50 000 spectateurs.
Le stade a été le théâtre de cinq matchs lors de la Coupe du monde 1954 (dont un quart et une demi-finale). Il a la particularité de posséder le record de buts inscrits lors d'une rencontre de Coupe du monde de football grâce au prolifique quart de finale entre la Suisse et l'Autriche (5-7), le 24 juin 1954,.

Le stade connaît différentes transformations au cours de son histoire et sa capacité est fortement réduite. Ainsi, de 38 000 places en 1960 celle-ci passe à 25 000 en 1985 (avec l'adjonction de deux lignes supplémentaires et d'une piste d'athlétisme en tartan de huit couloirs compte tenu de la suppression des pesages). En 1994, le stade est profondément modifié avec l'ajout de sièges pour des places uniquement assises (16 500). Puis, en raison de la mise en conformité des nouvelles normes de sécurité édictées par la ligue nationale suisse et la vétusté du stade, sa capacité passe à 15 700 places à la fin des années 1990, puis finalement à 8 500 pour la saison 2016-2017 (afin d'être homologué pour la Super League).

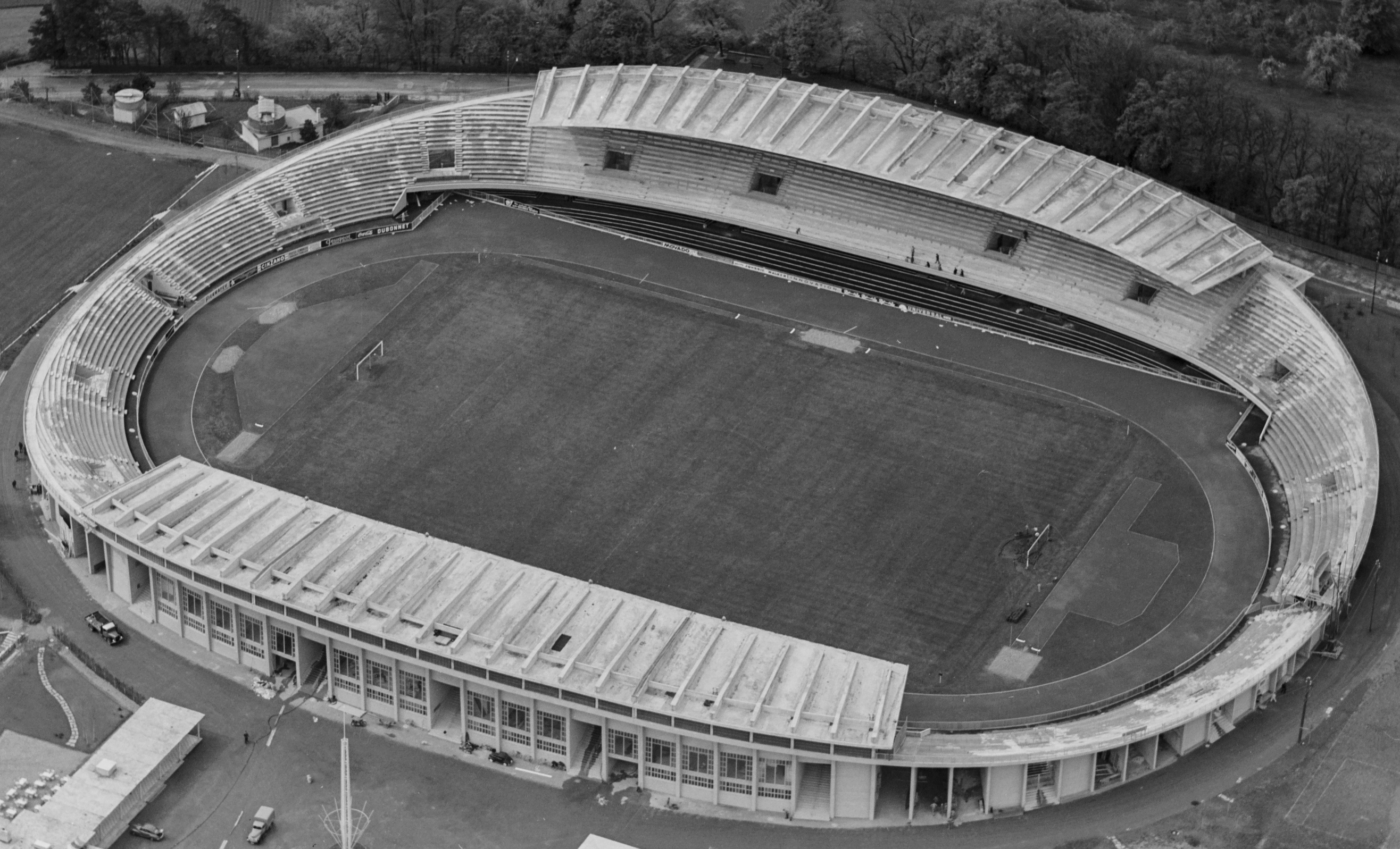
Le stade olympique de la Pontaise fraîchement terminé et prêt à accueillir la coupe du monde de football de 1954.
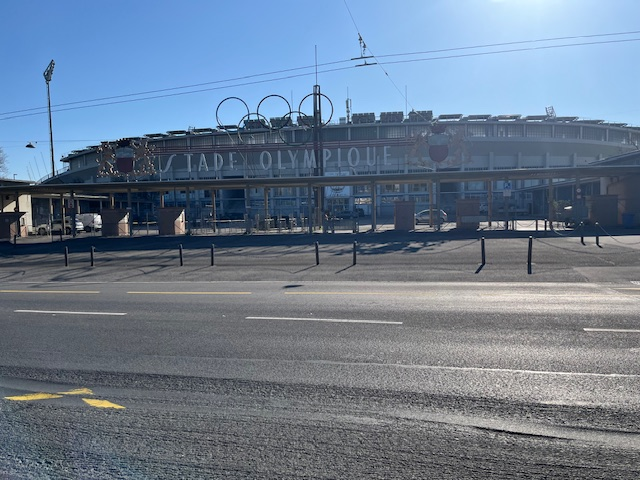
Entrée principale du stade.
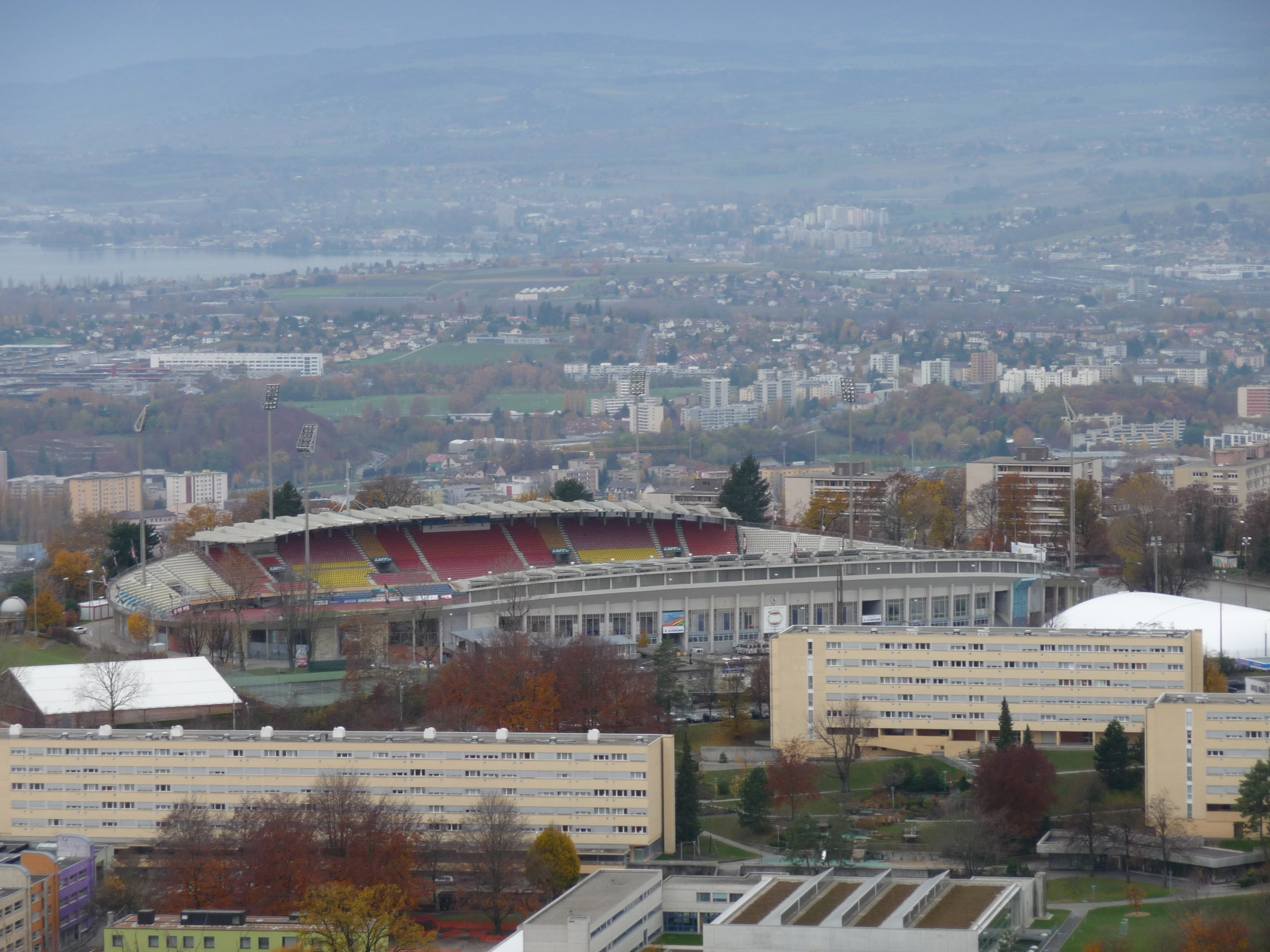
Le stade vue depuis les hauts de la ville de Lausanne.

### La Tuilière: le nouveau stade depuis 2020
En mars 2017, le Conseil communal de Lausanne débloque – par 65 voix contre 8 non et 8 abstentions – un crédit de 76.6 millions de francs suisses pour la construction d'une nouvelle enceinte. Ce nouveau stade, entièrement destiné au LS, est actuellement en construction. Celui-ci devrait avoir une capacité de 12 544 places toutes assises et couvertes. Il se situe sur le site de la Tuillière, en face de l'aérodrome de la Blécherette. Il est prévu qu’il respecte les directives en matière d'accueil et de sécurité de l'UEFA et de la FIFA.

D’abord prévu au mois de mai, puis repoussé à l’été, le premier coup de sifflet a lieu le 29 novembre 2020 avec l'accueil du triple champion en titre BSC Young Boys,,.

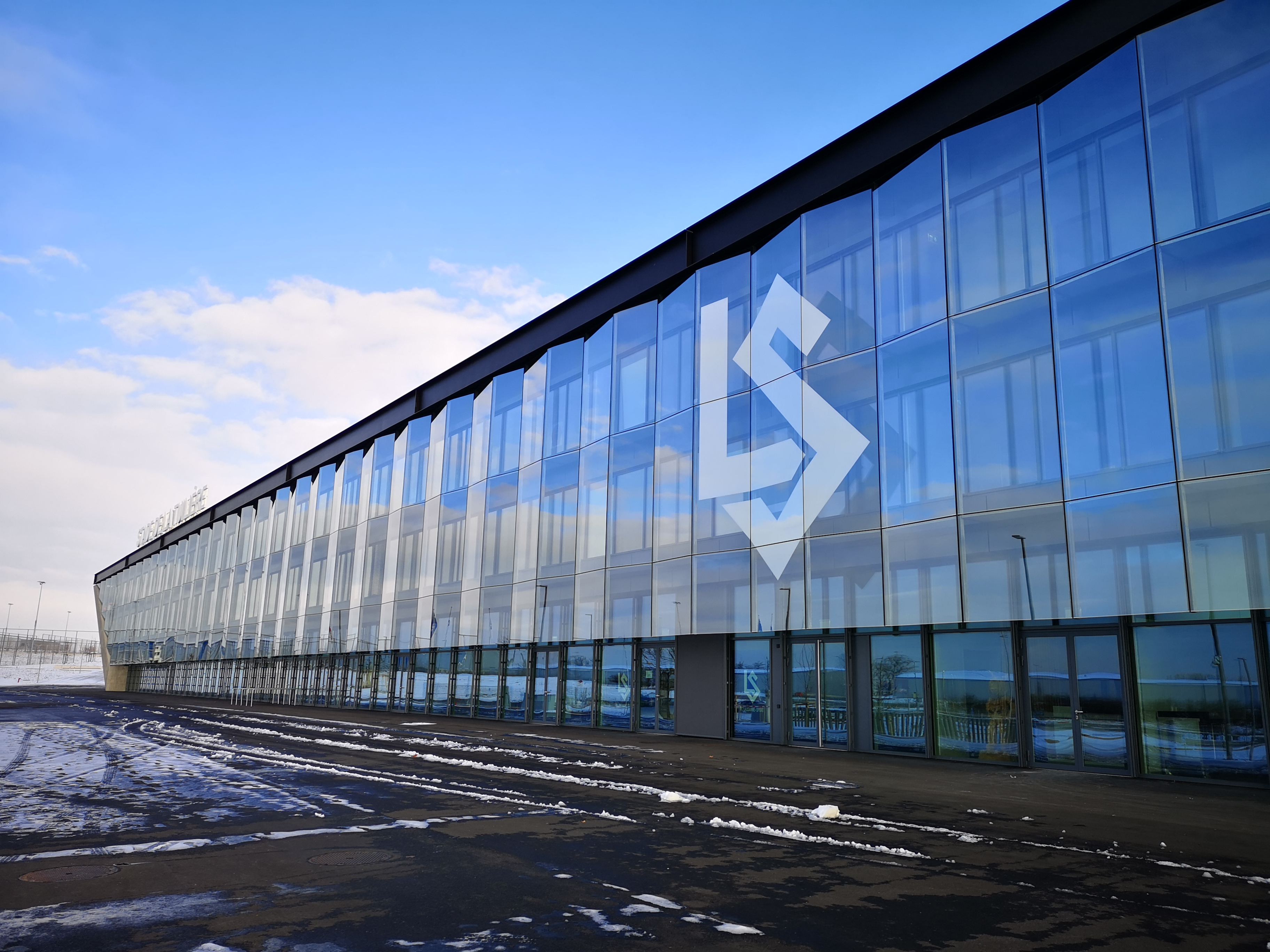
Vue extérieure de la tribune A
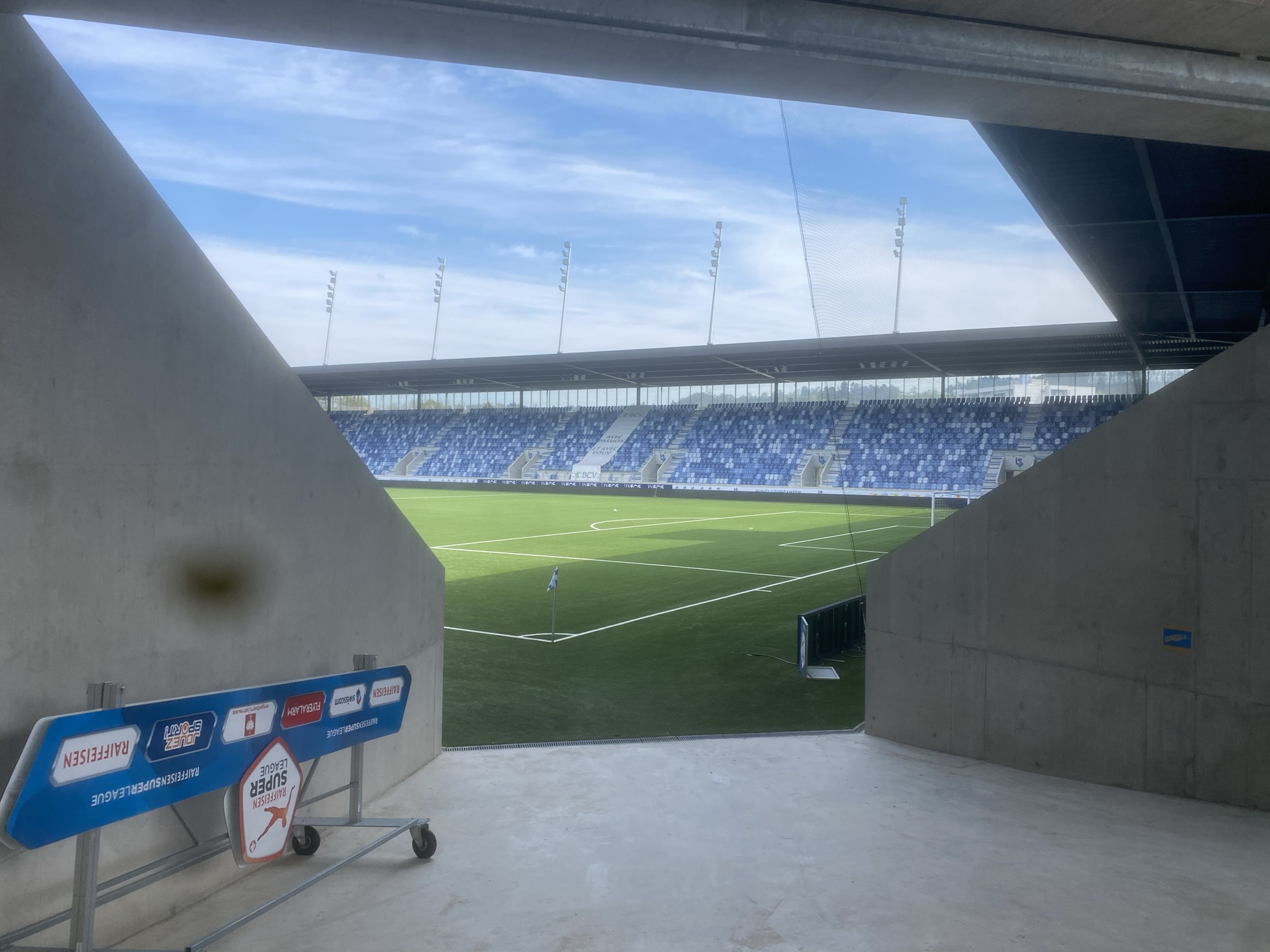
Vue sur le terrain entre la tribune A et D
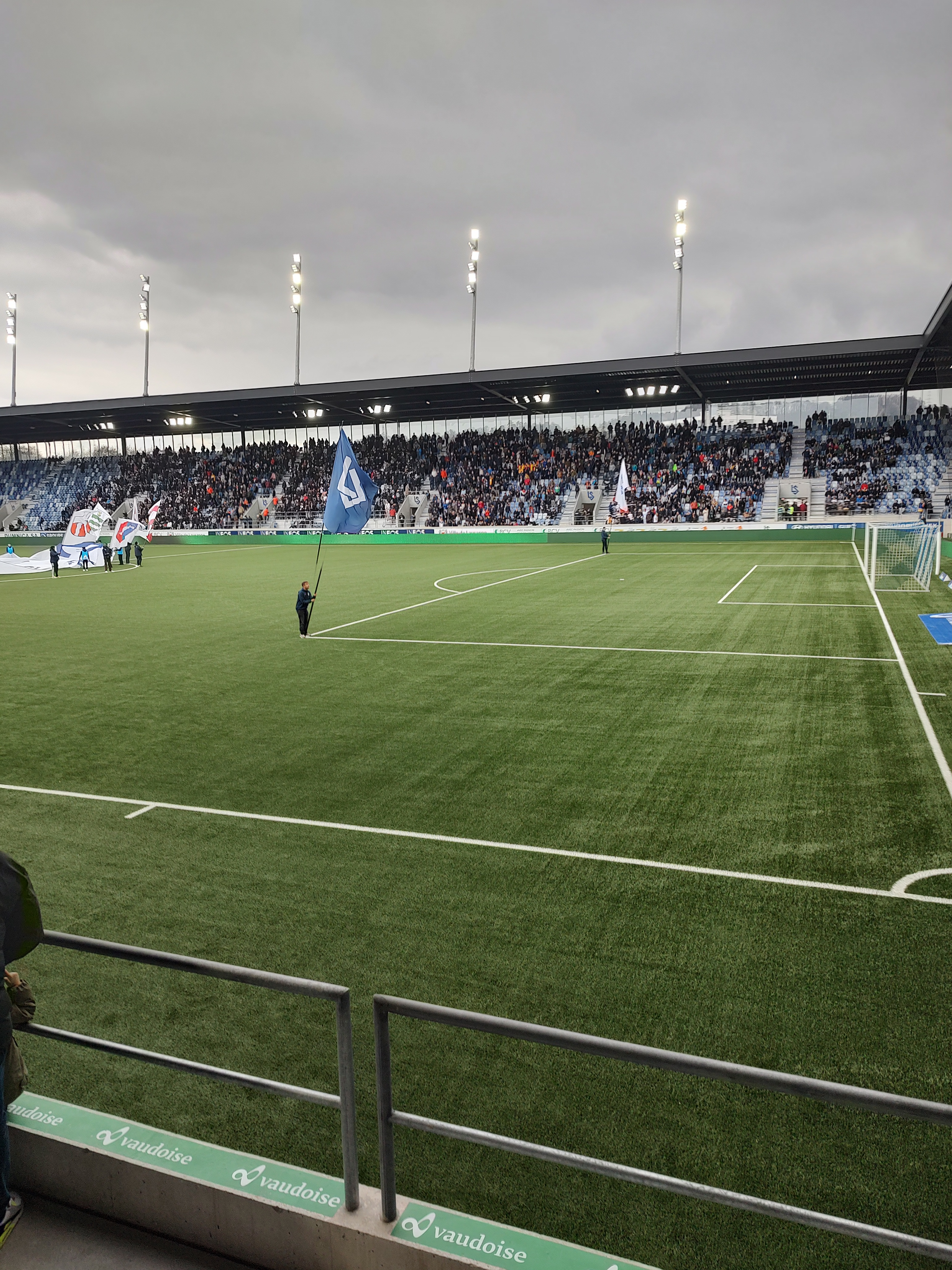
Vue de la tribune A peu avant un derby contre le Stade Lausanne Ouchy le 16 avril 2023.

## Repères historiques
- 1896 : Fondation sous le nom de Montriond Football Club.
- 1913 : 1er titre de champion de Suisse.
- 1920 : Montriond devient le Lausanne-Sports.
- 1935 : 1re victoire en Coupe de Suisse et premier doublé Coupe-Championnat.
- 1955 : 1re participation à une Coupe d'Europe (Coupe des villes de foires).
- 1965 : Dernier titre de champion de Suisse.
- 1999 : Dernière victoire en Coupe de Suisse.
- 2002 : Relégation en LNB pour raison administrative.
- 2003 : Faillite et renaissance sous le nom de FC Lausanne-Sport. Relégation en 2e ligue.
- 2004 : Promotion en 1re ligue.
- 2005 : Promotion en Challenge League.
- 2010 : Dernière participation en finale de Coupe de Suisse.
- 2010 : Qualification en phase de poules de la Ligue Europa.
- 2011 : Champion de Challenge League et promotion en Super League.
- 2014 : Relégation en Challenge League, la première relégation sportive de l'histoire du club.
- 2016 : Champion de Challenge League et promotion en Super League.
- 2018 : Relégation en Challenge League.
- 2020 : Champion de Challenge League et promotion en Super League.
- 2020 : Déménagement au Stade de la Tuilière.
- 2022 : Relégation en Challenge League.
- 2023 : Promotion en Super League.

## Fanion à travers les années

(1920-1980)
(1980-2003)
(2003-2009)
(2009-2018)
(depuis 2018)

## Palmarès
Le tableau suivant récapitule les performances du FC Lausanne-Sport dans les diverses compétitions suisses et internationales.
| Compétitions nationales | Compétitions internationales |
| - Championnat de Suisse (7) - Champion : 1913, 1932, 1935, 1936, 1944, 1951 et 1965 - Vice-champion : 1947, 1955, 1962, 1963, 1969 , 1970, 1990 et 2000 - Championnat de Suisse de deuxième division (4) - Champion : 1932, 2011, 2016 et 2020 - Vice-champion : 2023 - Coupe de Suisse (9) - Vainqueur : 1935, 1939, 1944, 1950, 1962, 1964, 1981, 1998 et 1999 - Finaliste : 1937, 1946, 1947, 1957, 1967, 1984, 2000 et 2010 - Coupe de la Ligue - Finaliste : 1981 | - Ligue des champions / Coupe des clubs champions européens - Meilleure performance : premier tour en 1966. - Coupe UEFA / Ligue Europa - Meilleure performance : seizième de finaliste en 1979 et 2001 - Coupe Intertoto - Demi-finaliste : 2001 - Coupe des villes de foires - Demi-finaliste : 1958 - Coupe d'Europe des vainqueurs de coupe - Quart de finale : 1965 |
| Tournois divers | |
| - Championnat de Suisse de football en salle (2) - Champion : 1997 et 1998 - Coupe des Espoirs (1) - Vainqueur : 1988 - Finaliste : 1992, 1998 et 1999 - Coupe des Alpes - Finaliste : 1973 et 1978 | |

## Parcours et bilan

### Parcours européen
| Compétition                | P  | M  | V  | N  | D  | BP  | BC  | Diff. |
| -------------------------- | -- | -- | -- | -- | -- | --- | --- | ----- |
| Ligue des champions (C1)   | 1  | 2  | 0  | 1  | 1  | 0   | 4   | -4    |
| Coupe des coupes (C2)      | 5  | 21 | 8  | 4  | 9  | 36  | 33  | +3    |
| Ligue Europa (C3)          | 7  | 32 | 12 | 7  | 13 | 40  | 55  | -15   |
| Coupe Intertoto            | 2  | 12 | 5  | 6  | 1  | 29  | 14  | +13   |
| Coupe des villes de foires | 8  | 20 | 3  | 2  | 15 | 31  | 58  | -27   |
| Total                      | 23 | 87 | 28 | 20 | 39 | 136 | 164 | -28   |

### Parcours du club en Suisse
- 1933-2002 : LNA
- 2002-2003 : LNB (licence de jeu refusée pour raisons financières)
- 2003-2004 : 2e ligue inter (faillite du club et reprise avec les M21)
- 2004-2005 : 1re ligue
- 2005-2011 : Challenge League
- 2011-2014 : Super League
- 2014-2016 : Challenge League
- 2016-2018 : Super League
- 2018-2020 : Challenge League
- 2020-2022 : Super League
- 2022-2023 : Challenge League
- Depuis 2023 : Super League

### Bilan saison par saison (depuis 2005)
| Saison    | Championnat      | Championnat | Championnat | Championnat | Championnat | Championnat | Championnat | Championnat | Championnat | Championnat | Championnat | Buteur              | Buteur | Coupe de Suisse  | Coupes d'Europe | Coupes d'Europe |
| Saison    | Div.             | Pos.        | Pts         | M           | V           | N           | D           | BP          | BC          | Diff.       | Affl.       | Nom                 | Buts   | Coupe de Suisse  | Compét.         | Tour            |
| --------- | ---------------- | ----------- | ----------- | ----------- | ----------- | ----------- | ----------- | ----------- | ----------- | ----------- | ----------- | ------------------- | ------ | ---------------- | --------------- | --------------- |
| 2005-2006 | Challenge League | 3e          | 68          | 34          | 20          | 8           | 6           | 64          | 42          | +22         | 4 501       | Chapuisat           | 16     | 32e de finale    | -               | -               |
| 2006-2007 | Challenge League | 13e         | 39          | 34          | 10          | 9           | 15          | 44          | 51          | -7          | 1 685       | Balthazar (en)      | 7      | 16e de finale    | -               | -               |
| 2007-2008 | Challenge League | 13e         | 42          | 34          | 11          | 9           | 14          | 46          | 47          | -1          | 1 401       | Bugnard (en)        | 10     | 8e de finale     |                 |                 |
| 2008-2009 | Challenge League | 7e          | 41          | 30          | 11          | 8           | 11          | 41          | 43          | -2          | 1 509       | Boughanem (en)      | 15     | 16e de finale    | -               | -               |
| 2009-2010 | Challenge League | 10e         | 39          | 30          | 9           | 12          | 9           | 40          | 43          | -3          | 1 356       | Tosi (en) et Madou  | 8      | Finaliste        | -               | -               |
| 2010-2011 | Challenge League | 1er         | 65          | 30          | 20          | 5           | 5           | 67          | 28          | +39         | 3 256       | Roux et Sílvio (en) | 15     | 16e de finale    | C3              | Groupes         |
| 2011-2012 | Super League     | 7e          | 27          | 32          | 7           | 6           | 19          | 25          | 57          | -32         | 6 527       | Moussilou           | 7      | Quarts de finale | -               | -               |
| 2012-2013 | Super League     | 9e          | 33          | 36          | 8           | 9           | 19          | 32          | 51          | -19         | 5 733       | Malonga             | 8      | Quarts de finale | -               | -               |
| 2013-2014 | Super League     | 10e         | 25          | 36          | 7           | 4           | 25          | 38          | 71          | -33         | 3 817       | Ravet et Tafer      | 8      | Quarts de finale |                 |                 |
| 2014-2015 | Challenge League | 5e          | 44          | 36          | 12          | 8           | 16          | 47          | 57          | -10         | 2 072       | Ianu                | 13     | 2e tour          | -               | -               |
| 2015-2016 | Challenge League | 1er         | 68          | 36          | 20          | 8           | 8           | 66          | 44          | +12         | 3 757       | Roux                | 13     | 2e tour          | -               | -               |
| 2016-2017 | Super League     | 9e          | 35          | 36          | 9           | 8           | 19          | 51          | 62          | -11         | 4 485       | Ben Khalifa         | 9      | 16e de finale    | -               | -               |
| 2017-2018 | Super League     | 10e         | 35          | 36          | 9           | 8           | 19          | 46          | 67          | -21         | 3 996       | Kololli             | 12     | 8e de finale     | -               | -               |
| 2018-2019 | Challenge League | 3e          | 63          | 36          | 16          | 15          | 5           | 64          | 37          | +27         | 3 025       | Dominguez (en)      | 7      | 16e de finale    | -               | -               |
| 2019-2020 | Challenge League | 1er         | 73          | 36          | 22          | 7           | 7           | 84          | 36          | +48         | 2 326       | Turkeš              | 22     | Quarts de finale | -               | -               |
| 2020-2021 | Super League     | 6e          | 46          | 36          | 12          | 10          | 14          | 52          | 55          | -3          | 206         | Guessand            | 7      | 8e de finale     | -               | -               |
| 2021-2022 | Super League     | 10e         | 22          | 36          | 4           | 10          | 22          | 37          | 76          | -39         | 5 169       | Amdouni             | 12     | Quarts de finale | -               | -               |
| 2022-2023 | Challenge League | 2e          | 61          | 36          | 17          | 10          | 9           | 58          | 43          | +15         | 4 985       | Labeau              | 19     | 8e de finale     | -               | -               |
| 2023-2024 | Super League     | 10e         | 45          | 38          | 11          | 12          | 15          | 48          | 53          | -5          | 5 847       | Sène                | 12     | 8e de finale     | -               | -               |
| 2024-2025 | Super League     | 5e          | 53          | 38          | 14          | 11          | 13          | 62          | 54          | +8          | 6 904       | Sanches             | 12     | Demi-finale      | -               | -               |

## Effectif, records et personnalités du club

### Effectif professionnel actuel
Ce tableau liste l'effectif professionnel du FC Lausanne-Sport pour la saison 2025-2026.
En grisé, les sélections de joueurs internationaux chez les jeunes mais n'ayant jamais été appelés aux échelons supérieurs une fois l'âge-limite dépassé ou les joueurs ayant pris leur retraite internationale.

### Records généraux
Ces tableaux listent les joueurs les plus capés du FC Lausanne-Sport ainsi que ses plus grands buteurs. Ils sont réalisés en croisant les informations des sources fiables disponibles en ligne.
| Rang | Nom                     | Matchs | Buts | Période                           |
| ---- | ----------------------- | ------ | ---- | --------------------------------- |
| 1    | Roger Mathis            | 412    | 14   | 1940-1957                         |
| 2    | Jacques Spagnoli (it)   | 366    | 145  | 1933-1936 et 1938-1949            |
| 3    | Roger Bocquet           | 349    | 39   | 1942-1954                         |
| 4    | Pierre-Albert Chapuisat | 335    | 36   | 1964-1972, 1973-1976 et 1980-1984 |
| 5    | Erich Burgener          | 320    | 1    | 1970-1981                         |
| 6    | Robert Hosp             | 305    | 156  | 1959-1967                         |
| 7    | Georges Vuilleumier     | 296    | 77   | 1966-1977                         |
| 8    | René Maillard (en)      | 293    | 104  | 1942-1957                         |
| 9    | Christophe Ohrel        | 290    | 17   | 1987-1992 et 1996-2001            |
| 10   | Richard Dürr            | 286    | 76   | 1961-1971                         |

| Rang | Nom                    | Buts | Matchs | Ratio B/M | Période                |
| ---- | ---------------------- | ---- | ------ | --------- | ---------------------- |
| 1    | Robert Hosp            | 156  | 305    | 0.51      | 1959-1967              |
| 2    | Jacques Spagnoli (it)  | 145  | 366    | 0.4       | 1932-1936 et 1938-1949 |
| 3    | Willy Jäggi            | 110  | 116    | 0.95      | 1933-1939              |
| 4    | Pierre Kerkhoffs       | 107  | 187    | 0.57      | 1964-1971              |
| 5    | René Maillard (en)     | 104  | 293    | 0.35      | 1942-1957              |
| 6    | Steen Thychosen        | 81   | 147    | 0.55      | 1985-1988              |
| 7    | Hans-Peter Friedländer | 80   | 117    | 0.68      | 1947-1953              |
| 8    | Georges Vuilleumier    | 77   | 267    | 0.29      | 1966-1977              |
| 9    | Richard Dürr           | 76   | 286    | 0.25      | 1961-1971              |
| 10   | Numa Monnard (en)      | 73   | 126    | 0.58      | 1943-1948              |

### Tous les entraîneurs depuis 1922
| Période     | Nom                                 |
| ----------- | ----------------------------------- |
| 1922 - 1923 | Billy Hunter                        |
| 1925        | Jimmy Hogan                         |
| 1928        | Fred Spiksley                       |
| 1931 - 1932 | Robert Pache                        |
| 1933 - 1934 | Jimmy Hogan                         |
| 1934 - 1935 | Alv Riemke                          |
| 1939        | Friedrich Kerr                      |
| 1943 - 1945 | Fritz Leonhardt & Georg Baumgartner |
| 1945 - 1950 | Louis Maurer                        |
| 1950 - 1951 | Béla Volentik                       |
| 1951 - 1953 | Jacques Spagnoli                    |
| 1953 - 1954 | Joseph Schaefer                     |
| 1954 - 1955 | Bram Appel                          |
| 1955 - 1957 | Fernand Jaccard                     |
| 1957 - 1960 | Walter Presch                       |
| 1960 - 1961 | Albert Châtelain                    |
| 1961 - 1962 | Charles Marmier & Frank Séchehaye   |
| 1962 - 1964 | Jean Luciano                        |
| 1964        | Roger Reymond & Roger Bocquet       |
| 1964 - 1965 | Roger Reymond                       |
| 1965 - 1966 | Kurt Linder                         |
| 1966 - 1967 | Wilhelm Hahnemann                   |

| Période     | Nom                                      |
| ----------- | ---------------------------------------- |
| 1967 - 1972 | Roger Vonlanthen                         |
| 1972 - 1974 | Louis Maurer                             |
| 1974 - 1976 | Paul Garbani                             |
| 1976 - 1979 | Miroslav Blažević                        |
| 1979 - 1982 | Charly Hertig                            |
| 1982 - 1984 | Péter Pázmándy                           |
| 1984 - 1987 | Radu Nunweiller                          |
| 1987 - 1993 | Umberto Barberis                         |
| 1993 - 1994 | Marc Duvillard                           |
| 1994 - 1995 | Martin Trümpler                          |
| 1995 - 1998 | Georges Bregy                            |
| 1998        | Radu Nunweiller & Pierre-André Schürmann |
| 1998 - 2001 | Pierre-André Schürmann                   |
| 2001        | Victor Zvunka                            |
| 2001 - 2002 | Radu Nunweiller                          |
| 2002        | Umberto Barberis                         |
| 2002 - 2003 | Pablo Iglesias                           |
| 2003        | Gabriel Calderón                         |
| 2003 - 2004 | Jochen Dries                             |
| 2004 - 2006 | Gérard Castella                          |
| 2006        | Alain Geiger                             |
| 2006 - 2007 | Patrick Isabella                         |

| Période     | Nom                                  |
| ----------- | ------------------------------------ |
| 2007        | Stéphane Hunziker & Umberto Barberis |
| 2007 - 2008 | Thierry Cotting                      |
| 2008 - 2010 | John Dragani                         |
| 2010        | Árpád Soós                           |
| 2010 - 2012 | Martin Rueda                         |
| 2012 - 2013 | Laurent Roussey                      |
| 2013        | Alexandre Comisetti                  |
| 2013 - 2014 | Henri Atamaniuk                      |
| 2014        | Francesco Gabriele                   |
| 2014 - 2015 | Marco Simone                         |
| 2015 - 2018 | Fabio Celestini                      |
| 2018        | Ilija Borenović                      |
| 2018        | Alex Weaver                          |
| 2018 - 2021 | Giorgio Contini                      |
| 2021 - 2022 | Ilija Borenović                      |
| 2022        | Alain Casanova                       |
| 2022 - 2025 | Ludovic Magnin                       |
| Depuis 2025 | Peter Zeidler                        |

## Transferts les plus chers de l'histoire du FC Lausanne-Sport
| Arrivées |       |                     |         |                      |
| Rang     | Année | Joueur              | Montant | Provenance           |
| 1er      | 2021  | Zeki Amdouni        | 2,5 M€  | Stade Lausanne Ouchy |
| 2e       | 2023  | Antoine Bernede     | 2,2 M€  | Red Bull Salzburg    |
| 3e       | 2025  | Beyatt Lekweiry     | 2 M€    | NK Istra             |
| 4e       | 2018  | Francesco Margiotta | 1 M€    | Juventus FC          |
| 4e       | 2018  | Simone Rapp         | 1 M€    | FC Thoune            |
| 4e       | 2023  | Jamie Roche         | 1 M€    | IK Sirius            |
| 4e       | 2023  | Aliou Baldé         | 1 M€    | Feyenoord Rotterdam  |

| Départs |       |              |         |                        |
| Rang    | Année | Joueur       | Montant | Destination            |
| 1er     | 2020  | Andi Zeqiri  | 5,8 M€  | Brighton & Hove Albion |
| 2e      | 2023  | Zeki Amdouni | 4 M€    | FC Bâle                |
| 2e      | 2023  | Archie Brown | 4 M€    | KAA La Gantoise        |
| 3e      | 2021  | Moritz Jenz  | 3,5 M€  | FC Lorient             |
| 4e      | 2023  | Aliou Baldé  | 2,5 M€  | OGC Nice               |

## Autres équipes

### FC Lausanne-Sport M-21 et Team Vaud
Aux côtés d'Yverdon-Sport, du Stade Nyonnais, du FC Stade-Lausanne-Ouchy, du FC Montreux-Sports, de Vevey-Sports , du FC Gland, du FC Echallens et du FC Le Mont, le Lausanne-Sport participe au projet Team Vaud. Équipe administrée par l'association cantonale vaudoise de football, elle vise à regrouper les meilleurs jeunes joueurs du canton dès 13 ans pour préparer la relève du football vaudois. L'équipe des moins de 21 ans évolue sous le nom FC Lausanne-Sport M-21, et ce en 1ère ligue classic (4ème échelon national).
Ces dernières années, depuis le début de la décennie 2020, ce partenariat Team Vaud génère des tensions, car les meilleurs éléments alimenteraient essentiellement le contingent et les caisses du LS, alors que, dernièrement, Yverdon-Sport et le FC Stade Lausanne Ouchy relèvent des défis sportifs plus ou moins du même accabit que ceux du Lausanne-Sport,,,.

### Section féminine
Depuis la saison 2005-2006, le LS possède une structure féminine. Pour ce qui est des adultes, la section compte deux équipes. La première évolue en 1ère ligue (3ème échelon national). La seconde dispute ses matchs en 3ème ligue (5ème échelon national). En 2024, il existe des projets de collaboration ou/et de groupement avec d'autres clubs de l'agglomération lausannoise plus avancés en matière de football féminin pour bâtir une équipe compétitive et atteindre les ligues supérieures les années à venir.

### LS4ALL
Le Lausanne-Sport crée en février 2025 une équipe nommée LS4ALL, composée de joueurs en situation de handicap. Son objectif est de favoriser l'intégration et l'inclusion sociale à travers la pratique du football. L'équipe participe au tournoi de la Swiss Inclusion League, contribuant à promouvoir le sport pour tous.